# Зал славы рок-н-ролла

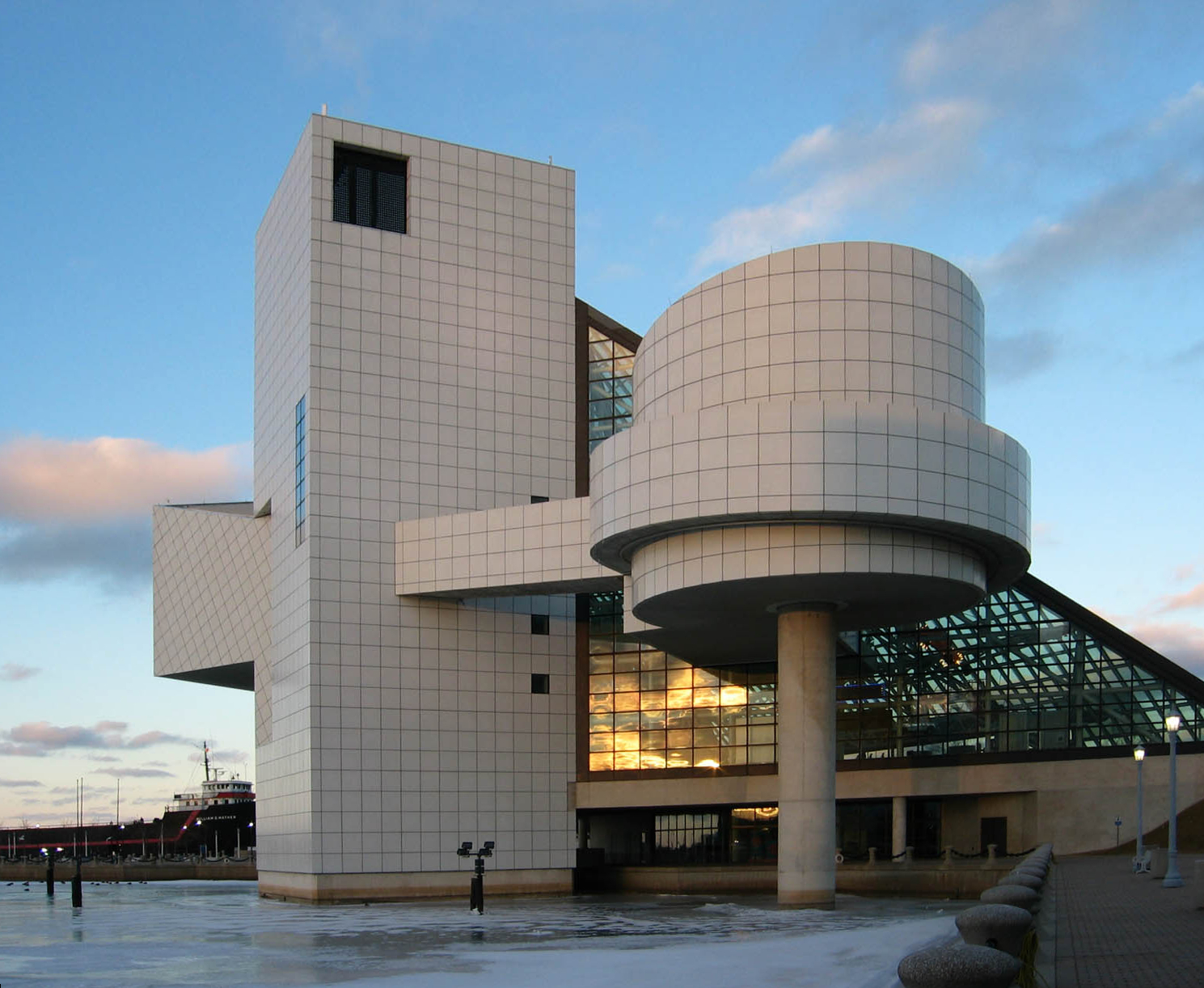
Здание зала славы рок-н-ролла (арх. Бэй Юймин)

Зал и музей славы рок-н-ролла (англ. Rock and Roll Hall of Fame) — музей и организация в Кливленде, Огайо, США, посвящённые наиболее известным и влиятельным деятелям эпохи рок-н-ролла: исполнителям, продюсерам и другим личностям, оказавшим значительное влияние на музыкальную индустрию. Кливленд обосновал свои претензии называться родиной рок-н-ролла открытием радио WMMS и тем, что там работал диджей Алан Фрид, придумавший термин rock ’n’ roll в начале 1950-х. Также существует Зал славы рок-н-ролла Сан-Франциско.

## История
На первом заседании организационного комитета в 1986 году была названа первая десятка членов — это были Джеймс Браун, Рэй Чарльз, Фэтс Домино, братья Эверли, Чак Берри, Джерри Ли Льюис, Литтл Ричард, а также покойные Сэм Кук, Бадди Холли и Элвис Пресли. Новые члены зала объявляются ежегодно; на церемонии «введения в зал» они, как правило, дают концерт. Помимо рок-музыкантов в число почётных членов Зала вошли представители ритм-энд-блюза (Стиви Уандер, Эл Грин, Марвин Гэй и другие), рэперы (Грэндмастер Флэш, Run DMC и Тупак Шакур) и представители прочих стилевых направлений неакадемической музыки.
Исполнители номинируются спустя 25 лет после выхода их первого сингла. Например, Джона Леннона номинировали ровно через 25 лет после выхода его первого сингла (Give Peace a Chance, 1969) в 1994 году.
Отборочный комитет, составленный из историков музыки, выбирает артистов в качестве кандидатов для четырёх основных категорий (певцы, группы и инструменталисты; композиторы и продюсеры; предтечи рок-н-ролла; сессионные музыканты). Впоследствии, выбор проводят путём голосования приблизительно 1000 экспертов: преподаватели университетов, журналисты, продюсеры и другие лица, имеющие опыт в индустрии музыки.
Чтобы быть избранным, надо собрать по крайней мере 50 % голосов. Каждый год выбирается от пяти до девяти артистов.

## Песни, которые сформировали рок-н-ролл
Куратор Зала славы музея Джеймс Хенке вместе с «кураторским персоналом музея и многочисленными рок-критиками и музыкальными экспертами» составили неупорядоченный список из «500 песен, которые сформировали рок-н-ролл». Главный куратор музея Джеймс Хенке составил список при участии кураторского персонала музея и многочисленных рок-критиков и музыкальных экспертов. Список является частью постоянной экспозиции музея и был задуман как часть музея с момента его открытия в 1995 году. Он содержит песни, записанные с 1920-х по 1990-е годы. Самая старая песня в списке — «Wabash Cannonball», написанная около 1882 года и приписываемая Дж. А. Роффу. Однако с тех пор было добавлено ещё 160 песен, и теперь список называется просто «Песни, которые сформировали рок-н-ролл». Самыми последними песнями в списке являются «Crazy» и «Welcome to the Black Parade», обе выпущены в 2006 году. Группы The Beatles и The Rolling Stones — рекордсмены, у каждой по восемь песен в списке из 660 песен.

## Юбилейный концерт к 25-летию
Зал славы рок-н-ролла отпраздновал свое 25-летие серией концертов в течение двух дней 29 и 30 октября 2009 года в Мэдисон-сквер-Гарден в Нью-Йорке. Празднование включало выступления Джерри Ли Льюиса, U2, Патти Смит, Брюса Спрингстина и E Street Band, Simon & Garfunkel, Диона Димуччи, Metallica, Джеймса Тейлора, Бонни Райтт, Ферги, Мика Джаггера, Лу Рида, Рэя Дэвиса, Оззи Осборна, Пола Саймона, Джеффа Бека, Бадди Гая, Ареты Франклин, Стиви Уандера, Стинга, Little Anthony and the Imperials, а также Crosby, Stills, Nash & Young. Первый вечер длился почти шесть часов, а завершали концерт Брюс Спрингстин и группа E Street Band со специальными гостями Джоном Фогерти, Дарлин Лав, Томом Морелло, Сэмом Муром, Джексоном Брауном, Питером Вулфом и Билли Джоэлом.

## Список членов Зала славы рок-н-ролла

### 1986
- Джеймс Браун
- Рэй Чарльз
- Фэтс Домино
- братья Эверли
- Чак Берри
- Джерри Ли Льюис
- Литтл Ричард
- Сэм Кук
- Бадди Холли
- Элвис Пресли

### 1987
- The Coasters
- Эдди Кокран
- Бо Диддли
- Арета Франклин
- Марвин Гэй
- Билл Хейли
- Би Би Кинг
- Клайд Макфаттер
- Рики Нельсон
- Рой Орбисон
- Карл Перкинс
- Смоки Робинсон
- Биг Джо Тёрнер
- Хэнк Уильямс
- Мадди Уотерс
- Джеки Уилсон
- Ахмет Эртегюн

### 1988
- The Beach Boys
- The Drifters
- The Supremes
- Боб Дилан
- The Beatles

### 1989
- Стиви Уандер
- The Temptations
- The Rolling Stones
- Отис Реддинг
- Дион

### 1990
- Хэнк Баллард
- Чарли Крисчен
- Бобби Дарин
- The Four Seasons
- Four Tops
- The Kinks
- The Platters
- Simon & Garfunkel (Пол Саймон и Арт Гарфанкел)
- The Who

### 1991
- Лаверн Бейкер
- The Byrds
- Джон Ли Хукер
- The Impressions
- Уилсон Пикетт
- Джимми Рид
- Ike & Tina Turner (Айк Тёрнер и Тина Тёрнер)

### 1992
- Бобби (Блю) Блэнд
- Booker T. & the M.G.’s
- Джонни Кэш
- The Isley Brothers
- The Jimi Hendrix Experience
- Sam & Dave
- The Yardbirds

### 1993

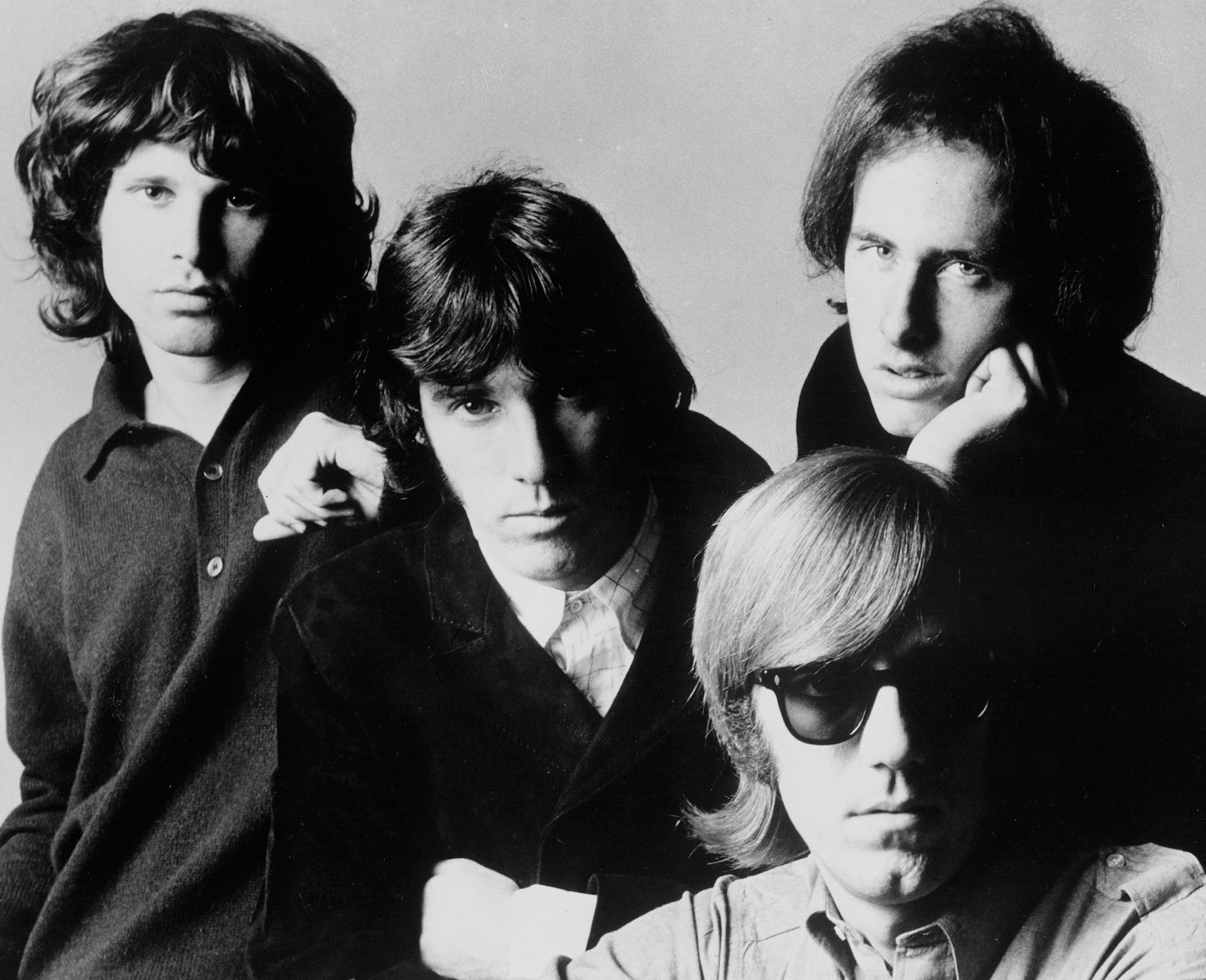
The Doors
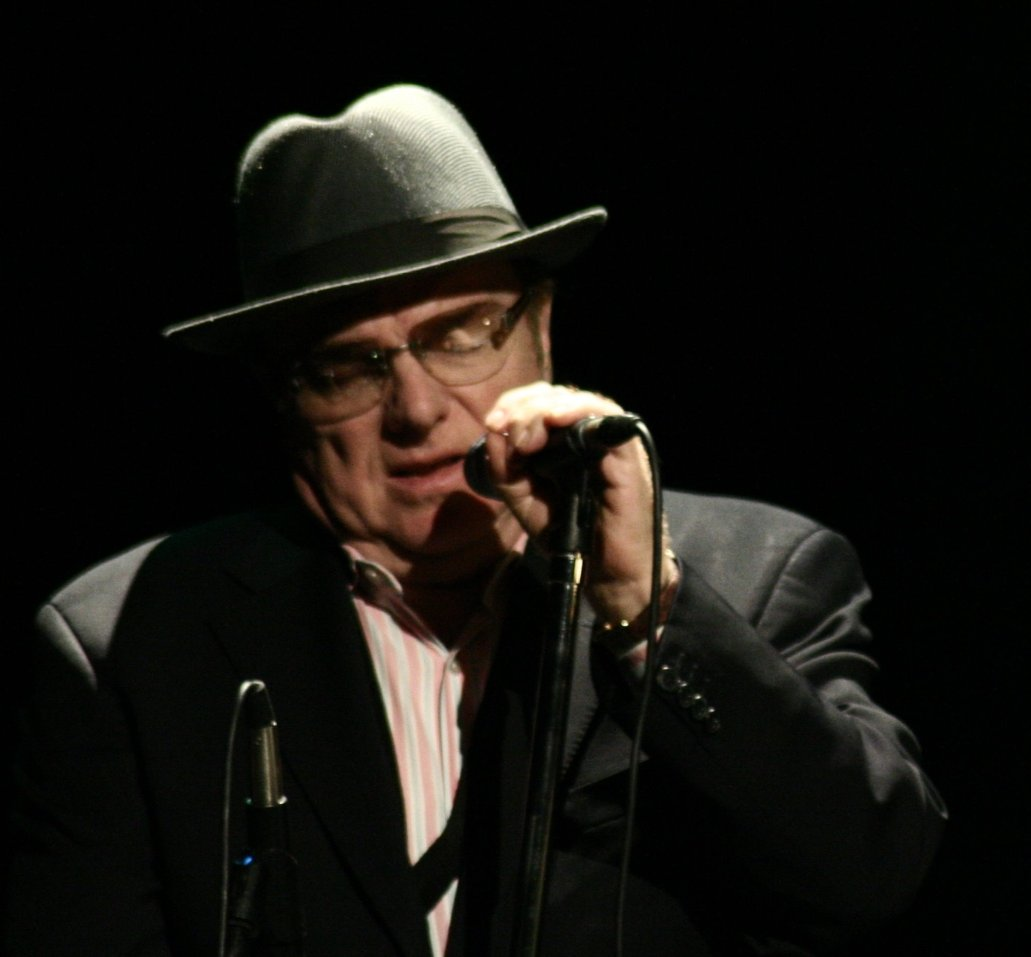
Ван Моррисон
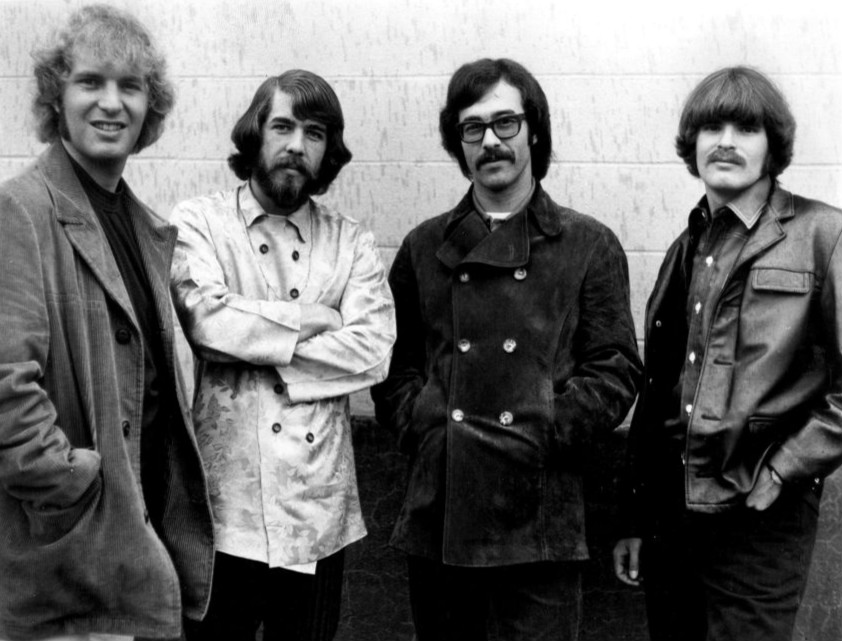
Creedence Clearwater Revival
- Cream
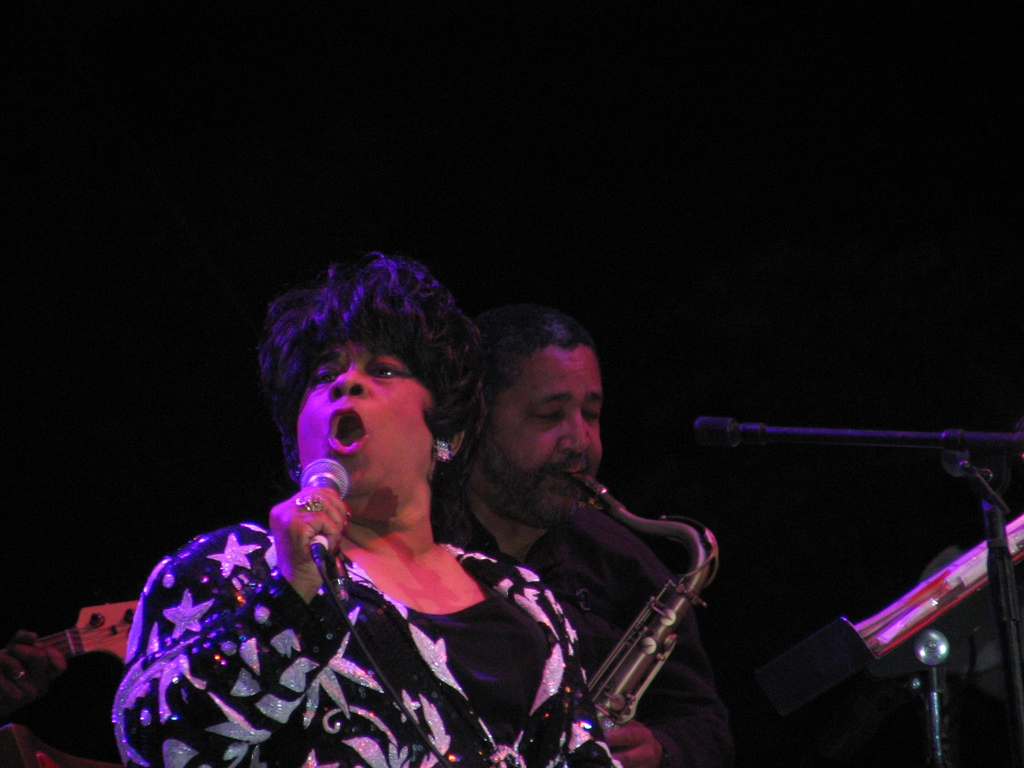
Рут Браун
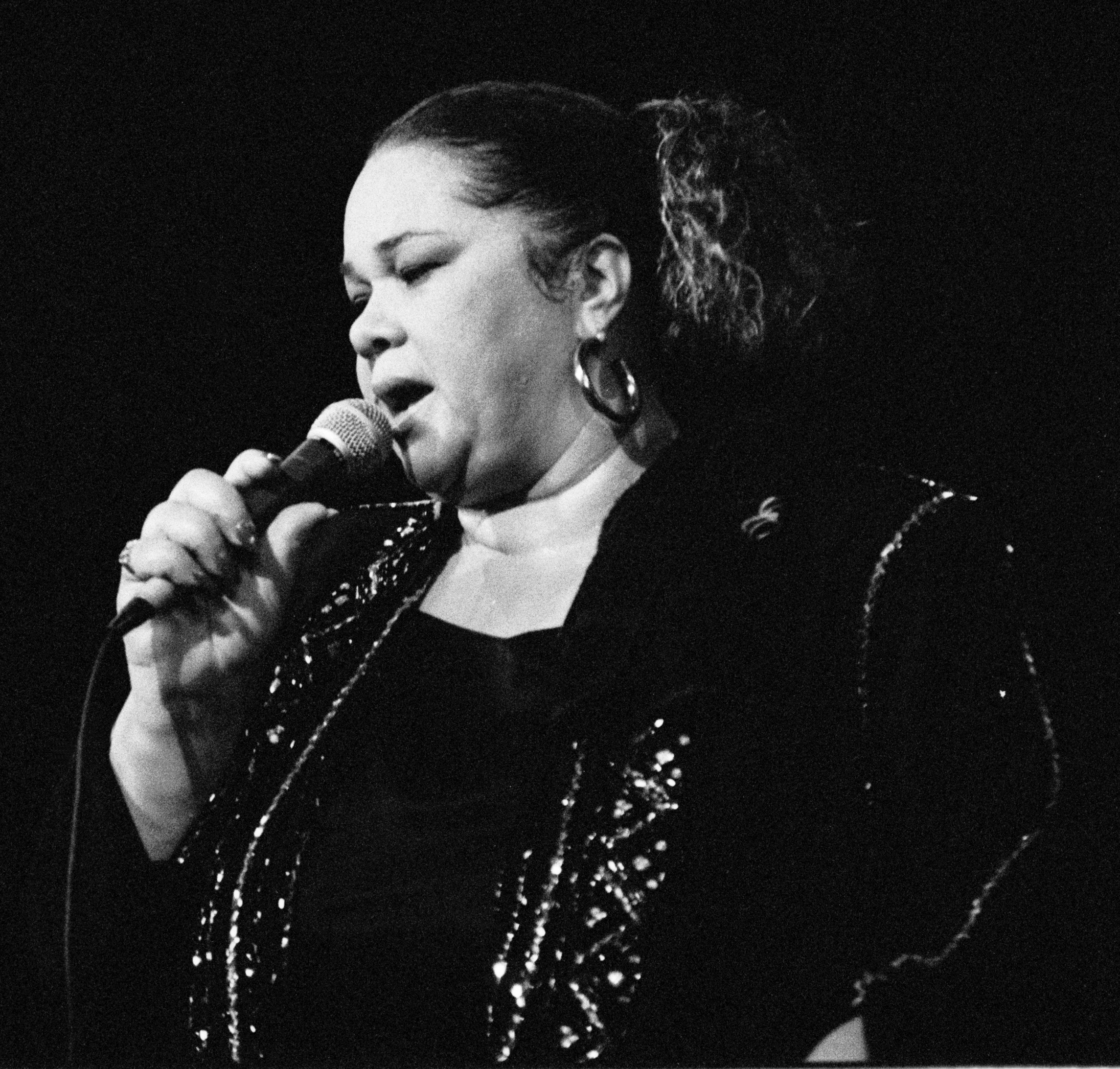
Этта Джеймс
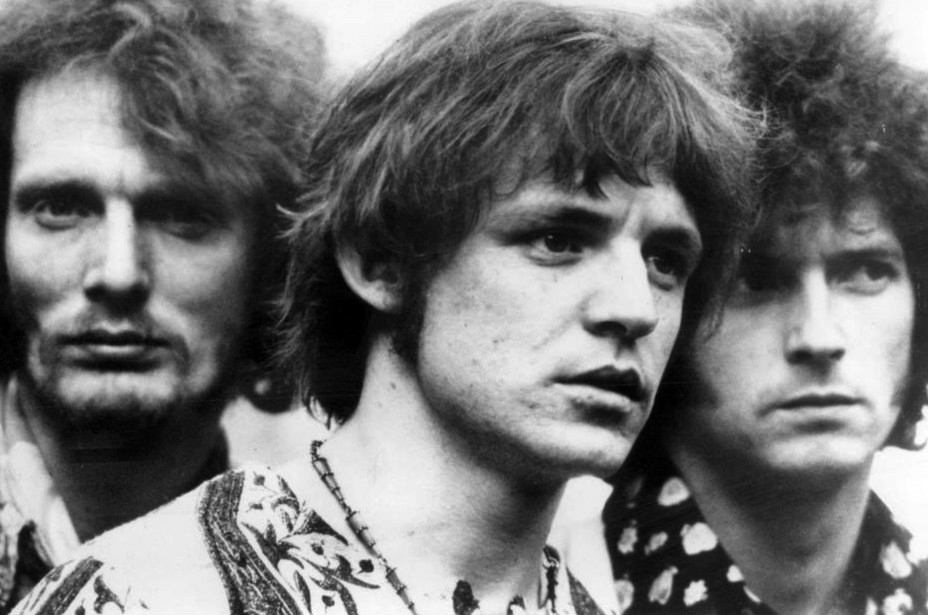
Cream: Джинджер Бейкер, Джек Брюс, Эрик Клэптон

- Frankie Lymon & The Teenagers
- Sly & the Family Stone

- The Doors
- Ван Моррисон
- Creedence Clearwater Revival
- Рут Браун
- Этта Джеймс
- Cream: Джинджер Бейкер, Джек Брюс, Эрик Клэптон

### 1994
- Джон Леннон (посмертно)
- The Animals
- The Band
- Эдди Дуэйн
- Grateful Dead
- Боб Марли
- Род Стюарт
- Элтон Джон

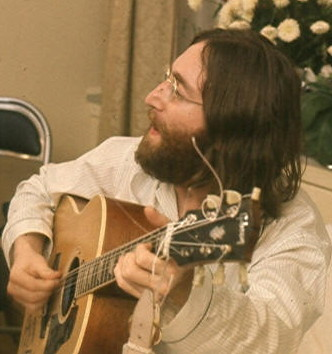
Джон Леннон
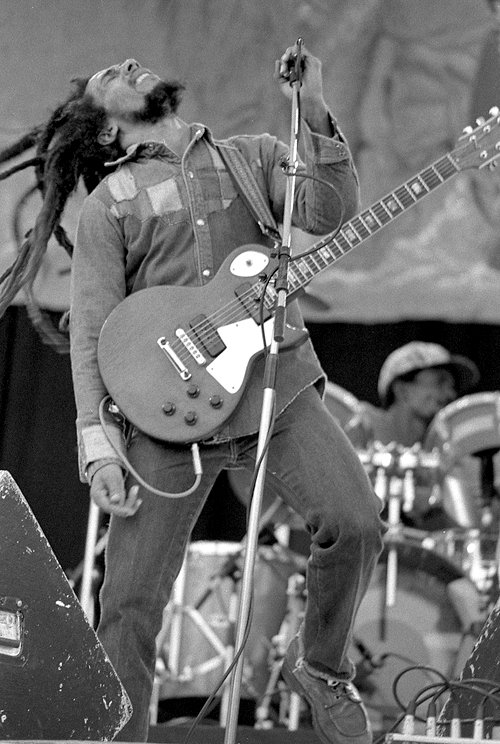
Боб Марли
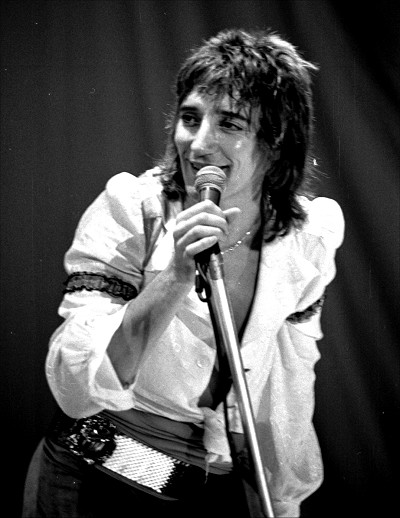
Род Стюарт
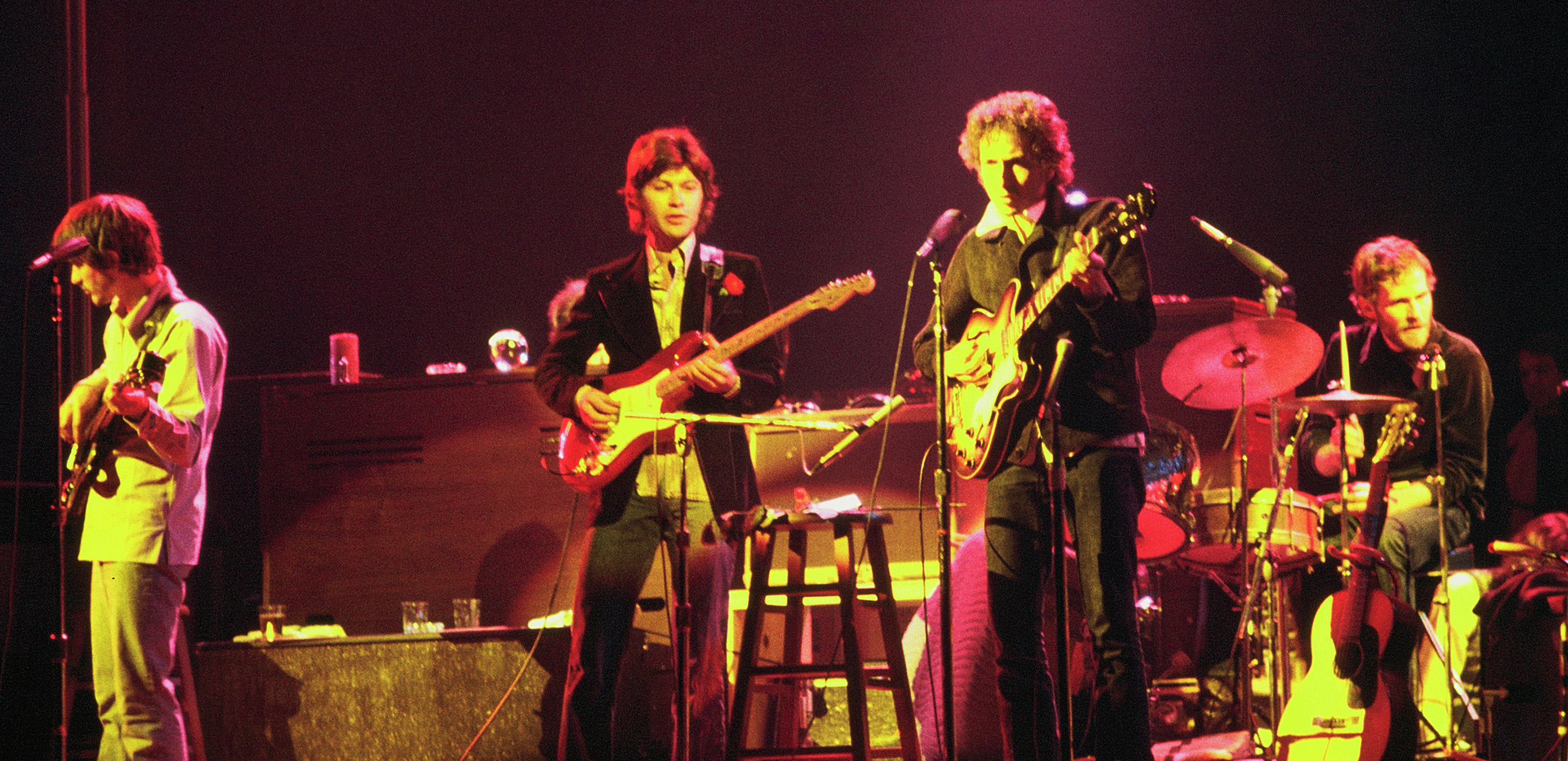
The Band вместе с Бобом Диланом
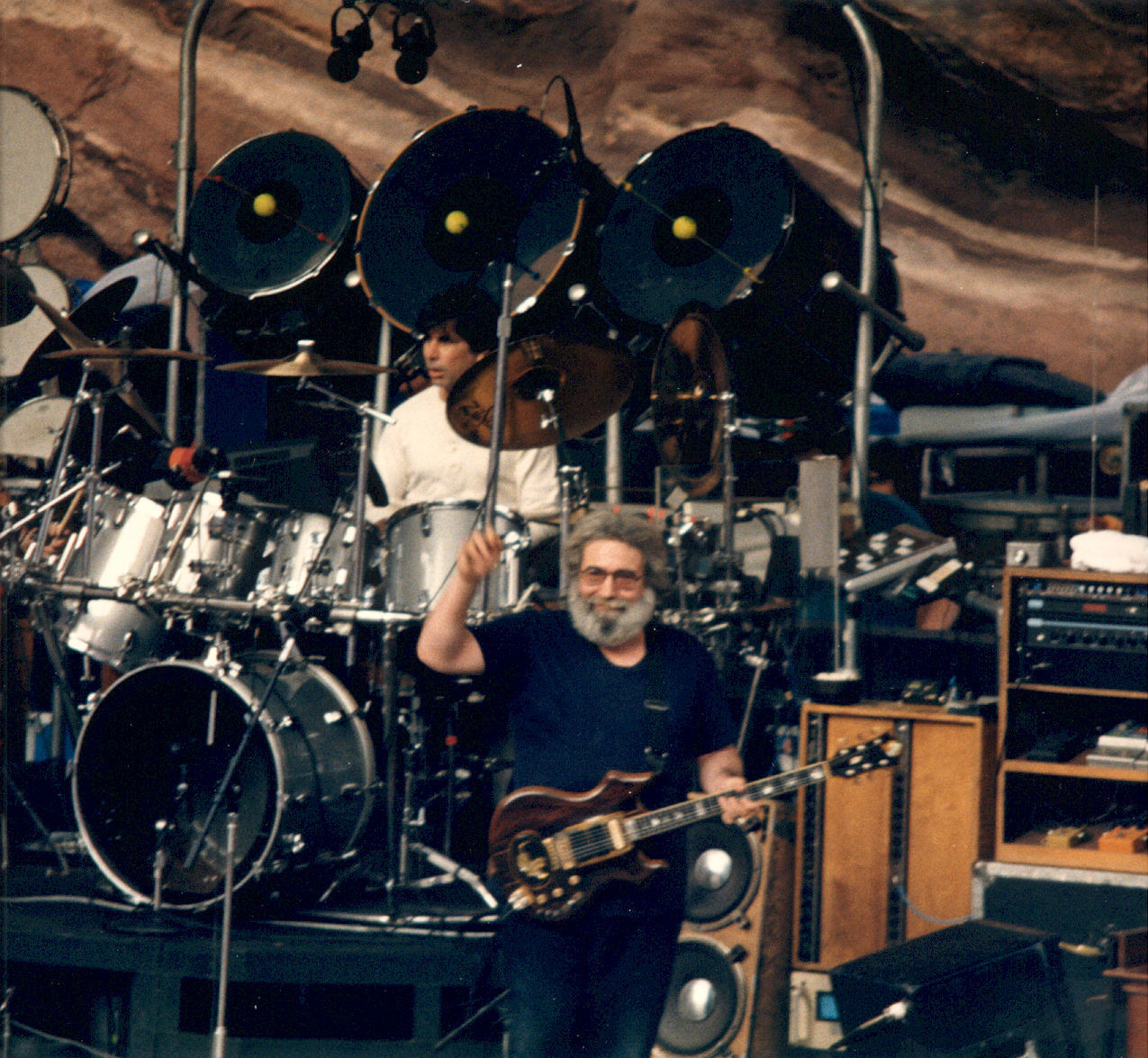
Grateful Dead
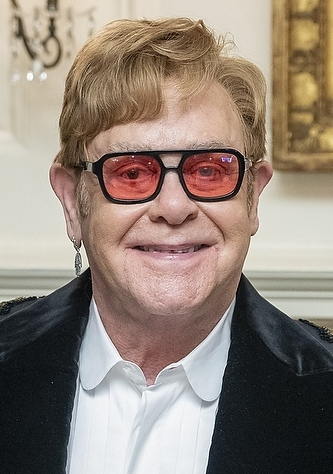
Элтон Джон

### 2009

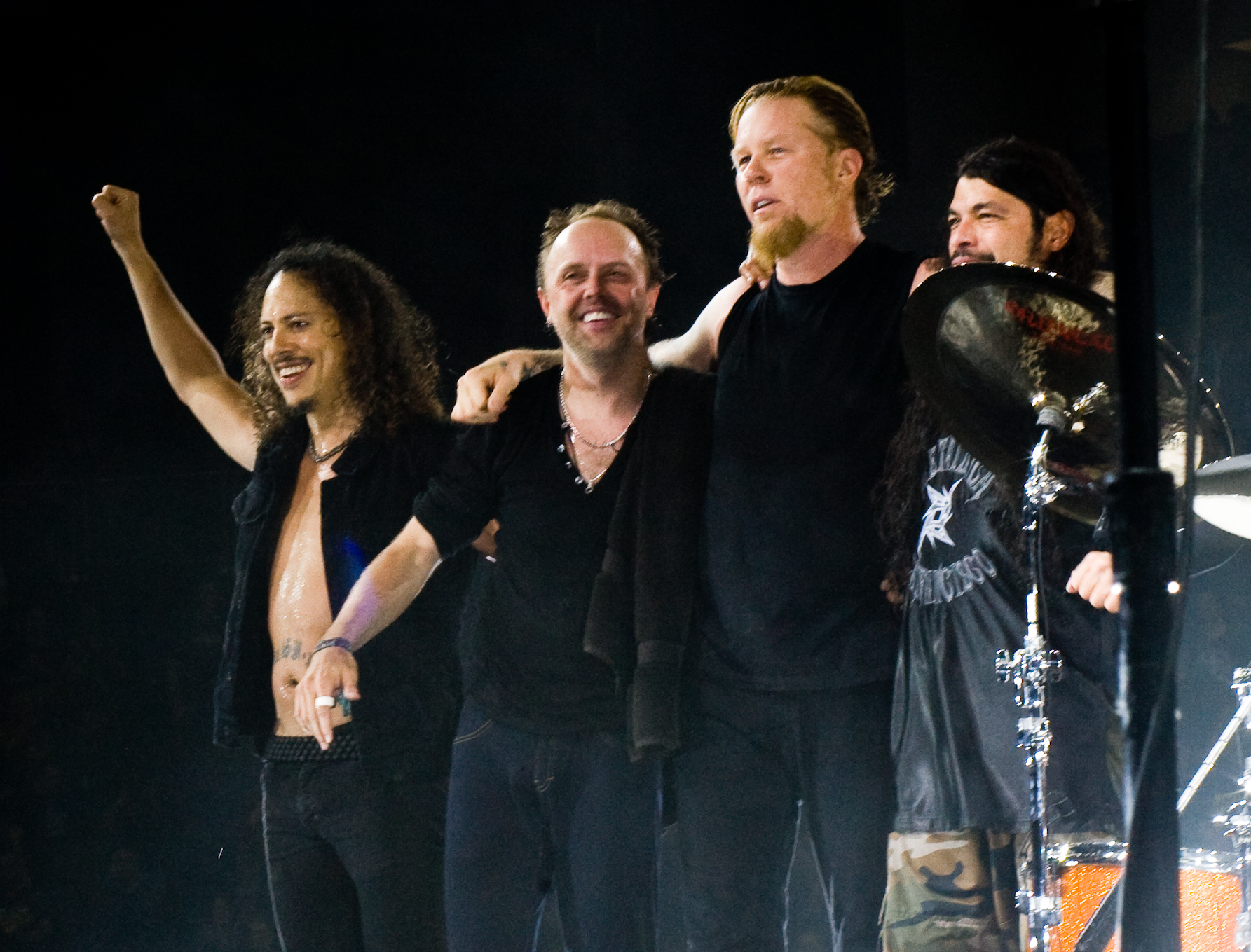
Metallica
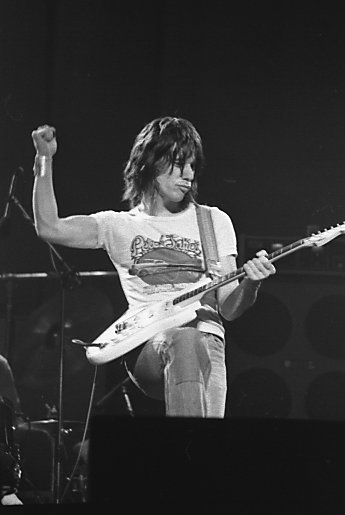
Джефф Бек
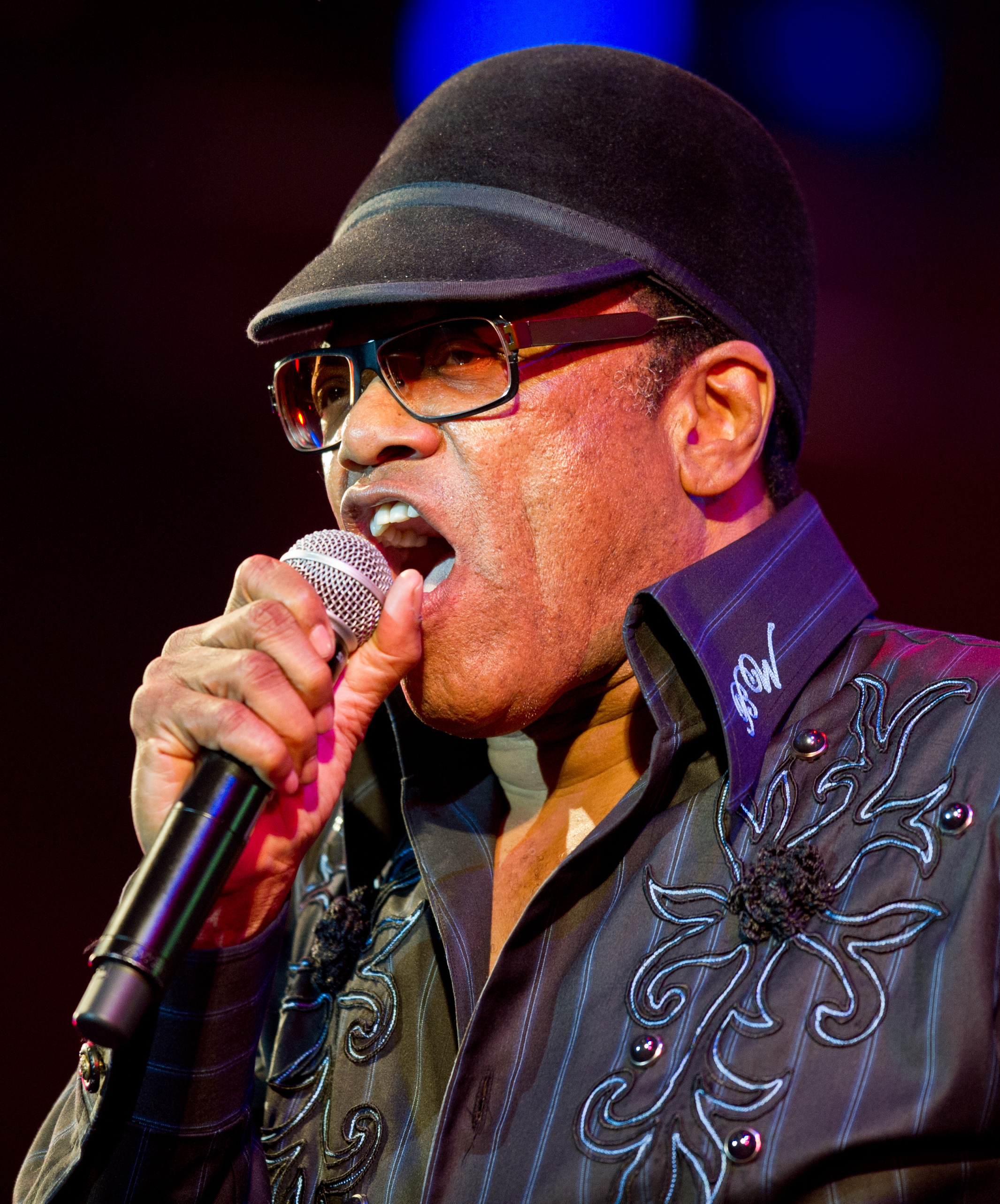
Бобби Уомак

### 1995

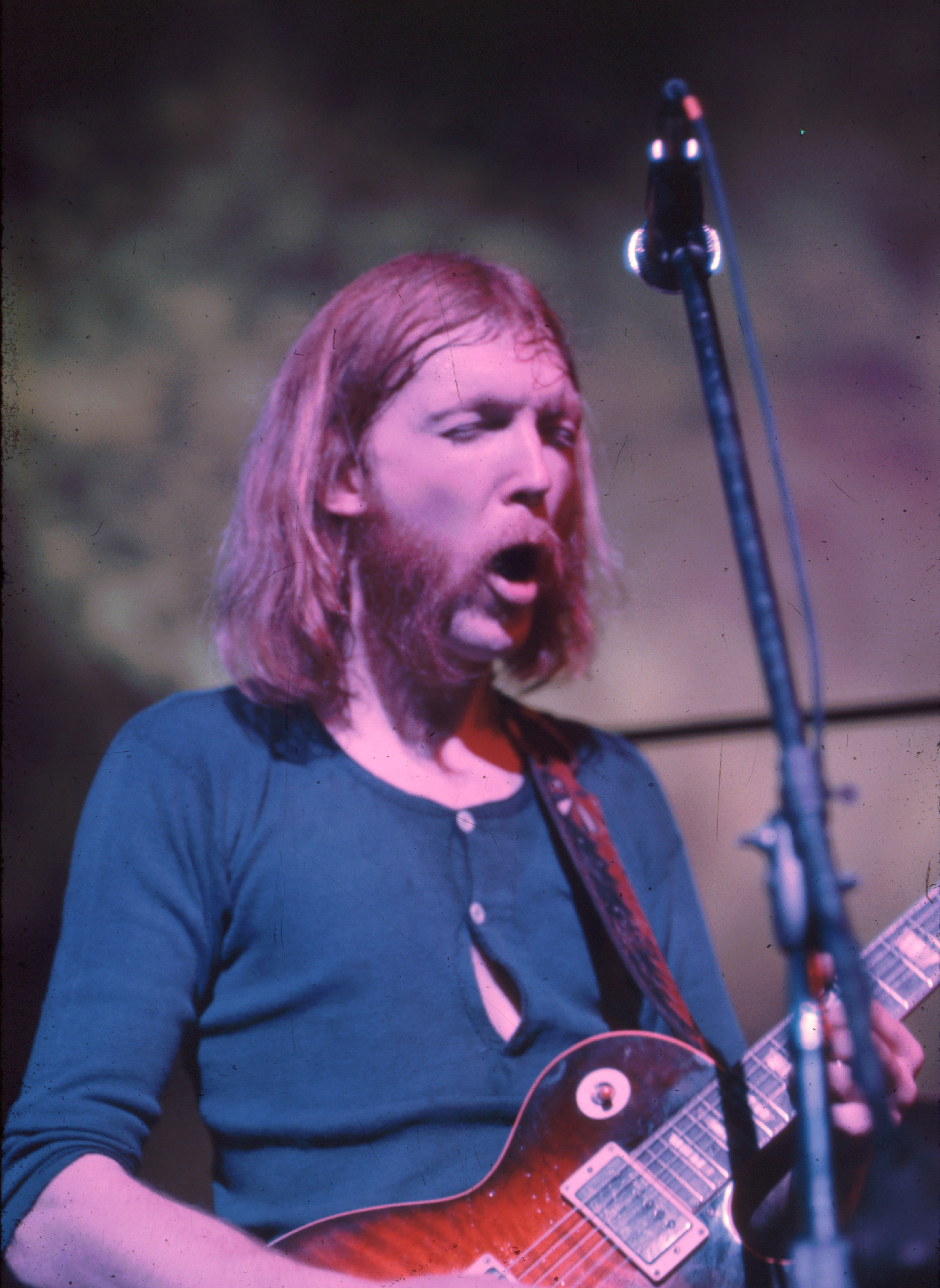
The Allman Brothers Band
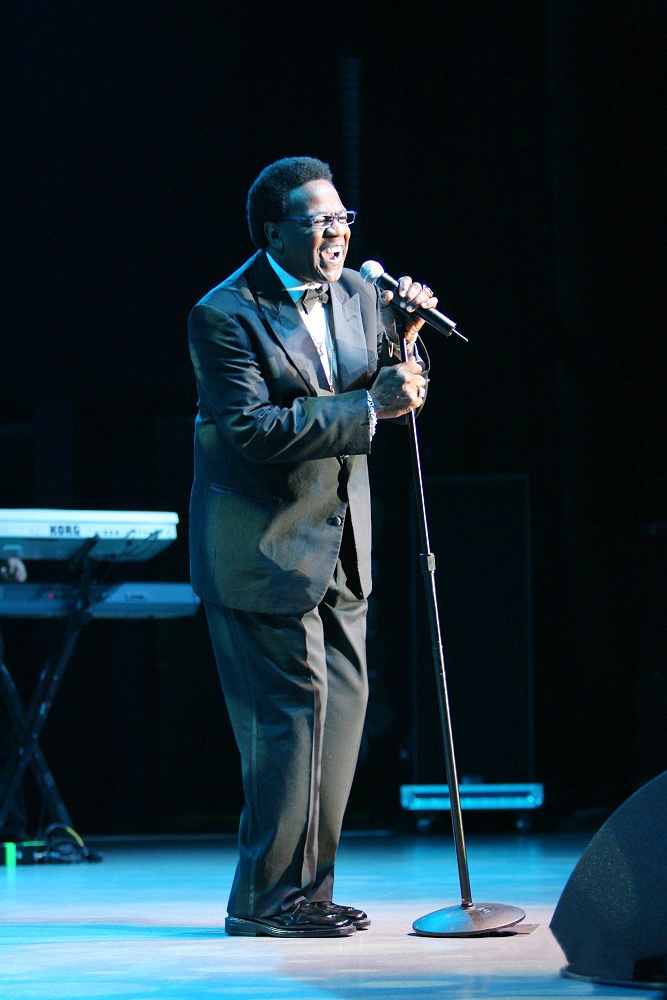
Эл Грин
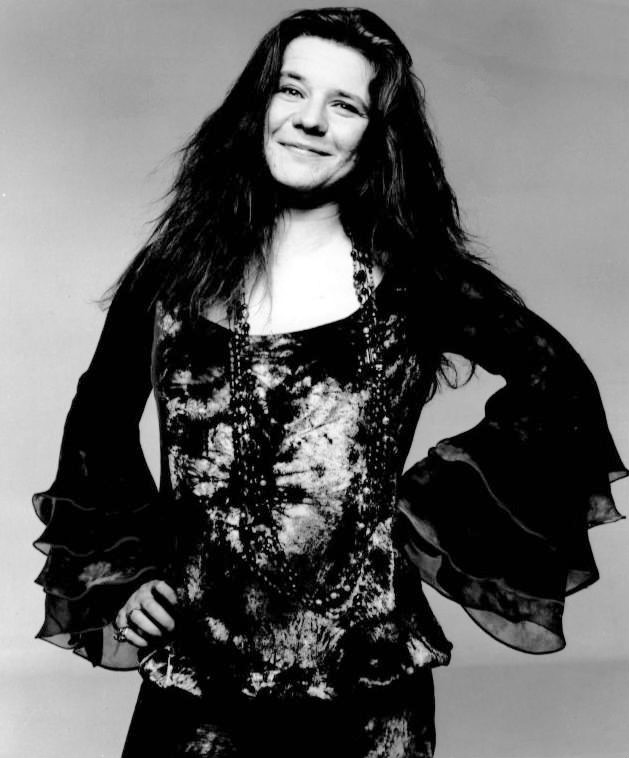
Дженис Джоплин
- Led Zeppelin
- Martha and the Vandellas
- Нил Янг
- Фрэнк Заппа

- The Allman Brothers Band
- Эл Грин
- Дженис Джоплин

### 1996

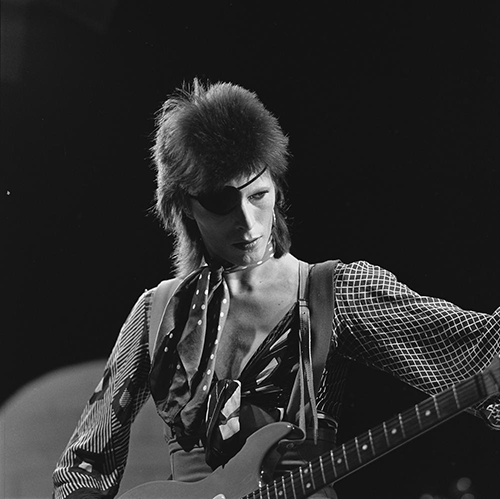
Дэвид Боуи
- Gladys Knight & The Pips
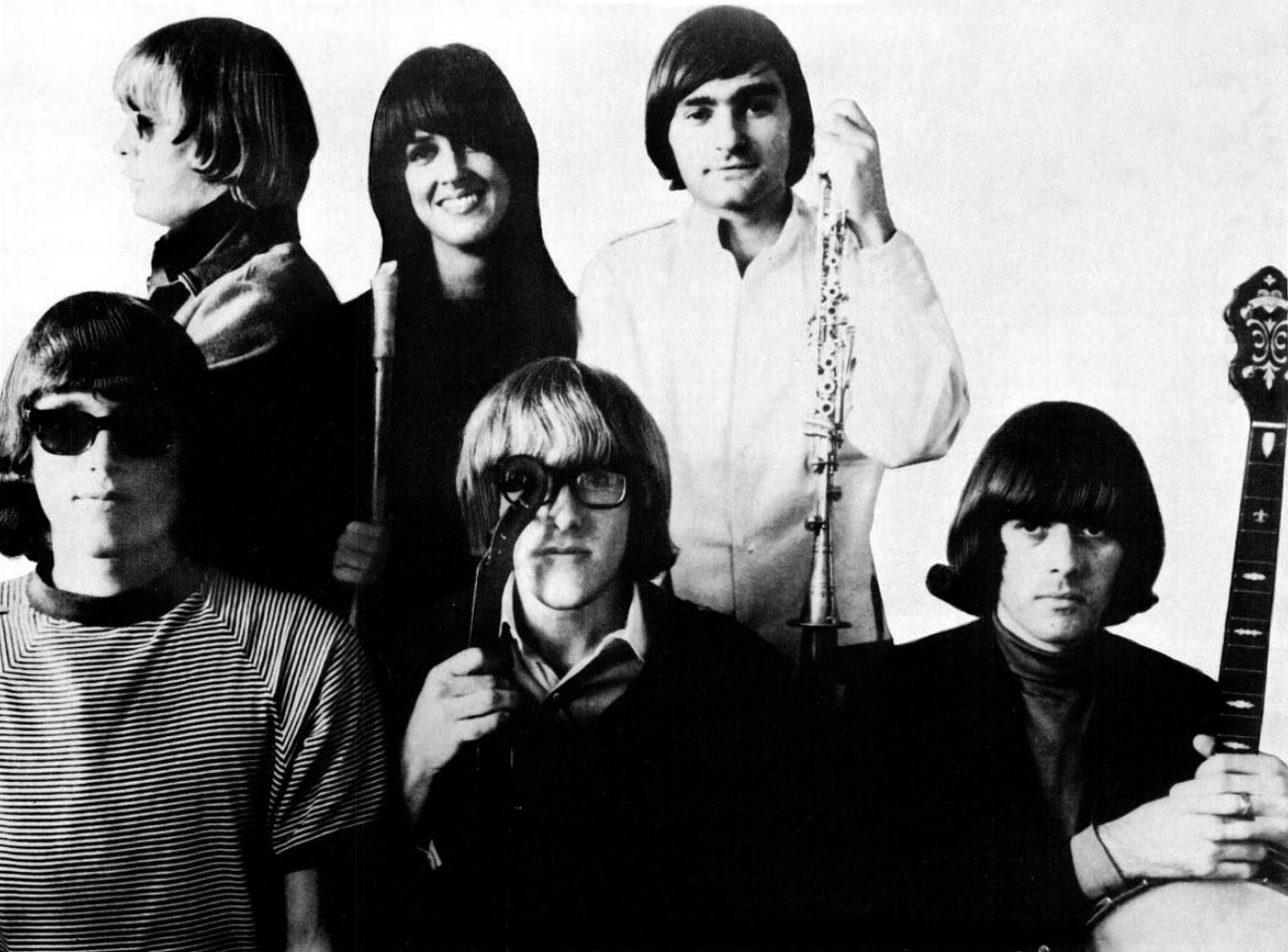
Jefferson Airplane
- Little Willie John
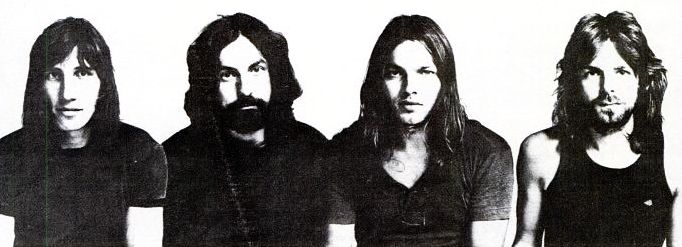
Pink Floyd
- The Shirelles
- The Velvet Underground

- Дэвид Боуи
- Jefferson Airplane
- Pink Floyd

### 1997

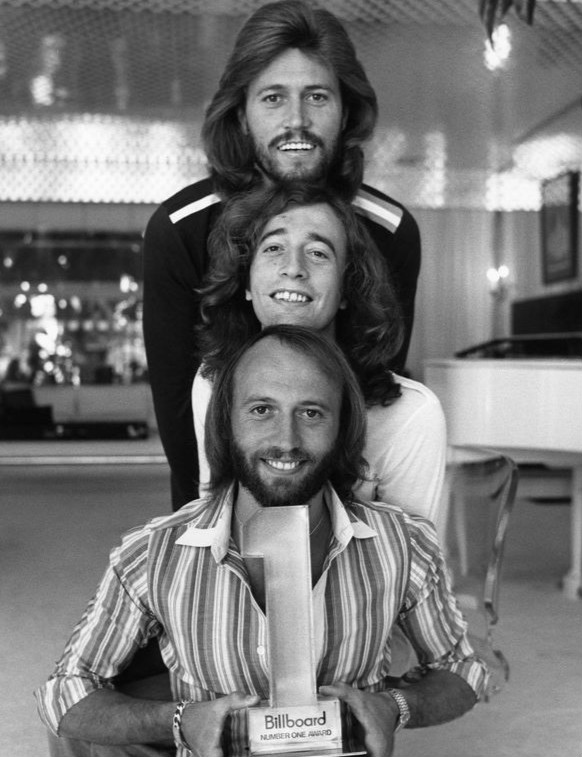
Bee Gees
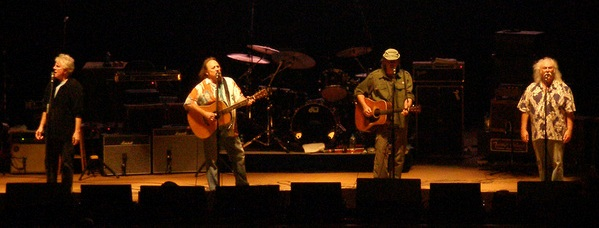
Кросби, Стилз, Нэш и Янг

- Buffalo Springfield
- Crosby, Stills & Nash
- The Jackson Five
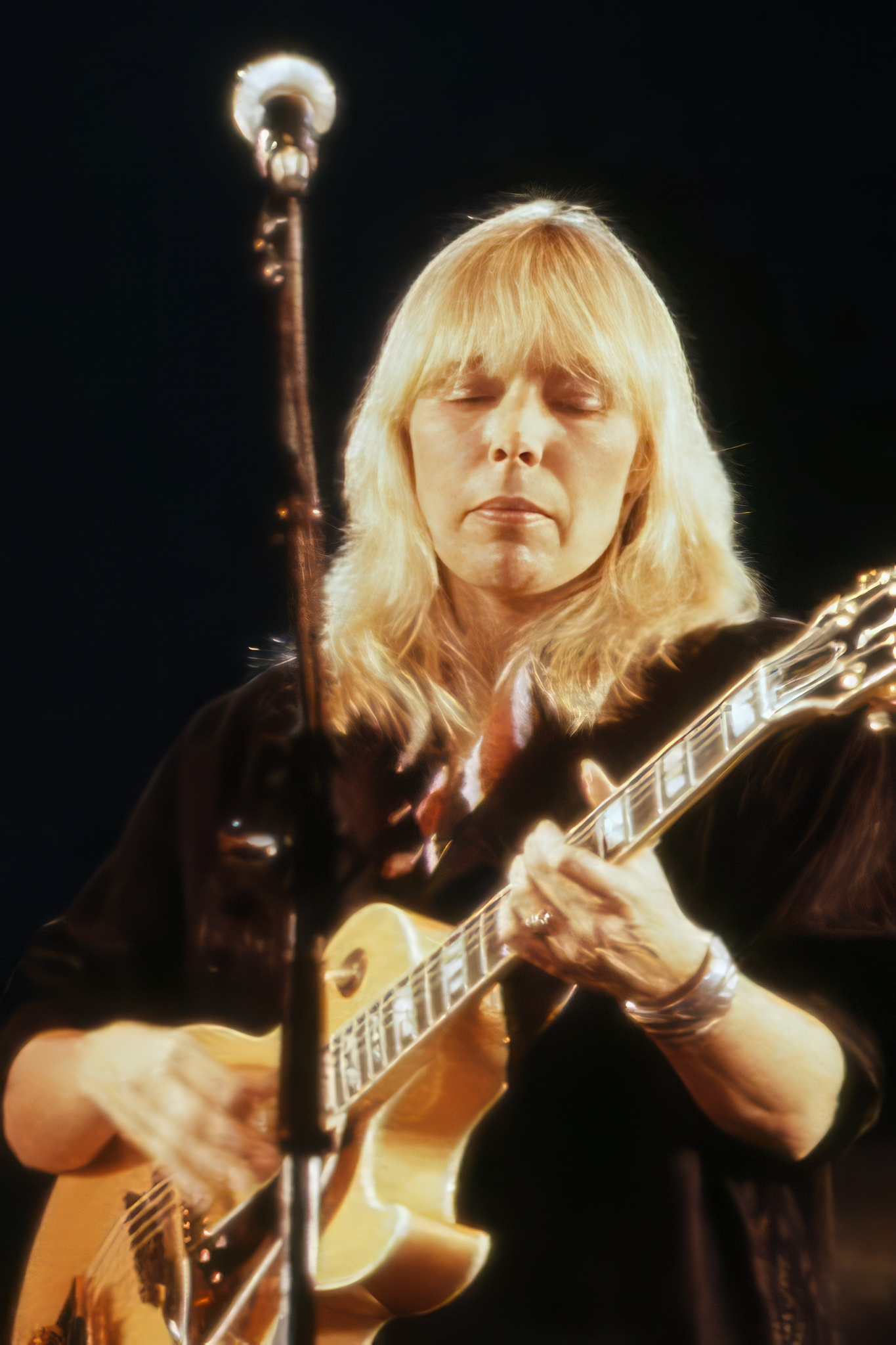
Джони Митчелл
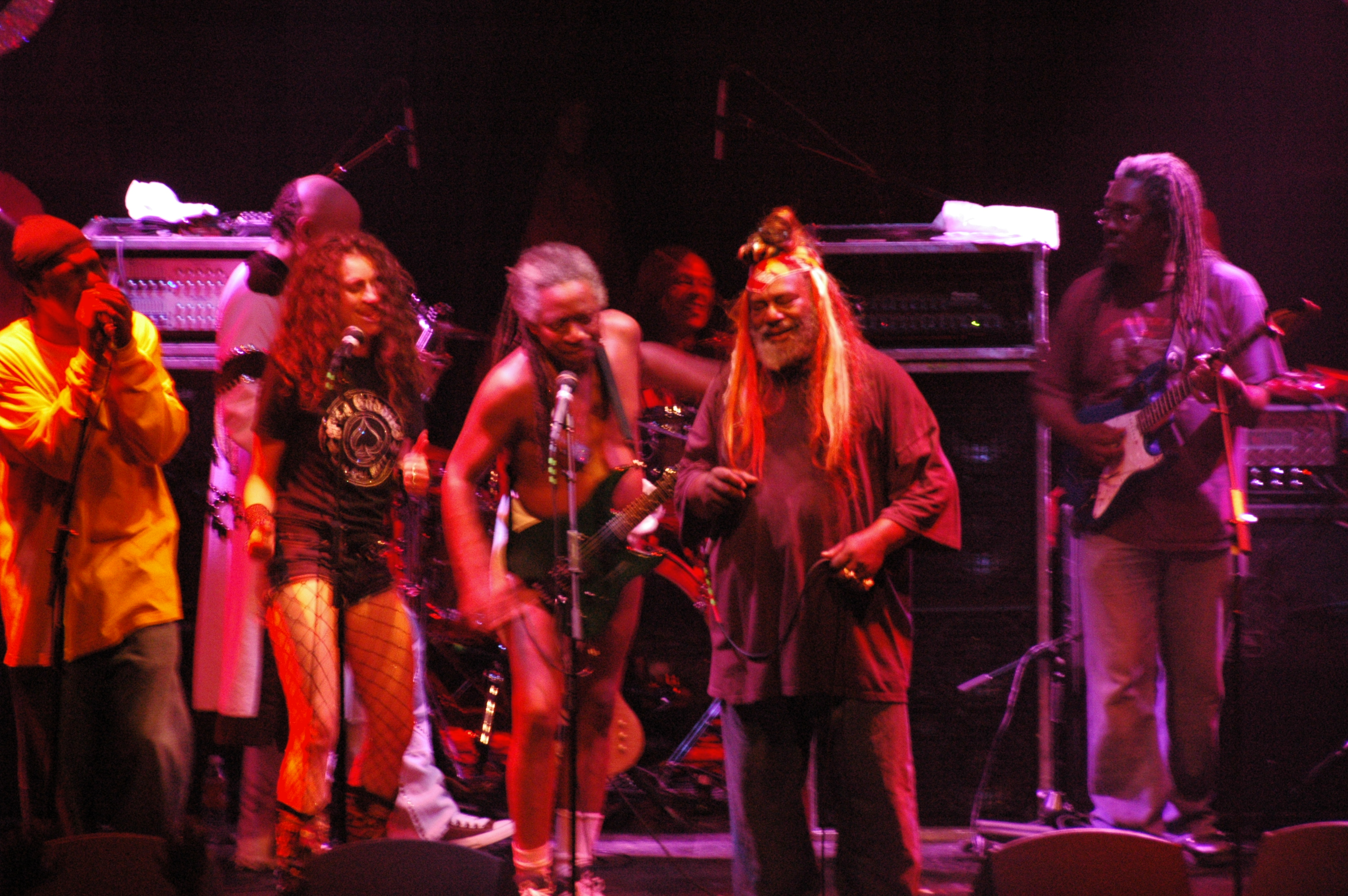
Parliament/Funkadelic
- The Rascals

- Bee Gees
- Кросби, Стилз, Нэш и Янг
- Джони Митчелл
- Parliament/Funkadelic

### 1998

Eagles
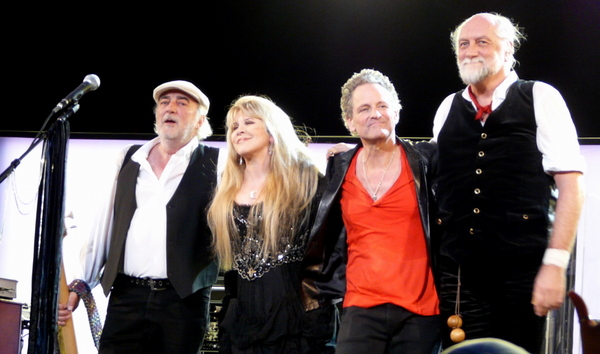
Fleetwood Mac
- The Mamas & The Papas
- Ллойд Прайс
- Карлос Сантана
- Джин Винсент

- Eagles
- Fleetwood Mac

### 1999
- Билли Джоэл
- Кёртис Мэйфилд
- Пол Маккартни
- Дел Шеннон
- Дасти Спрингфилд
- Брюс Спрингстин
- The Staple Singers

### 2000
- Эрик Клэптон
- Earth, Wind & Fire
- The Lovin' Spoonful
- The Moonglows
- Джеймс Тейлор
- Бонни Рэйтт

### 2001
- Aerosmith
- Соломон Бёрк
- The Flamingos
- Майкл Джексон
- Queen
- Пол Саймон
- Steely Dan
- Ричи Валенс

### 2002
- Айзек Хейс
- Бренда Ли
- Том Петти и the Heartbreakers
- Джин Питни
- Ramones
- Talking Heads

### 2003

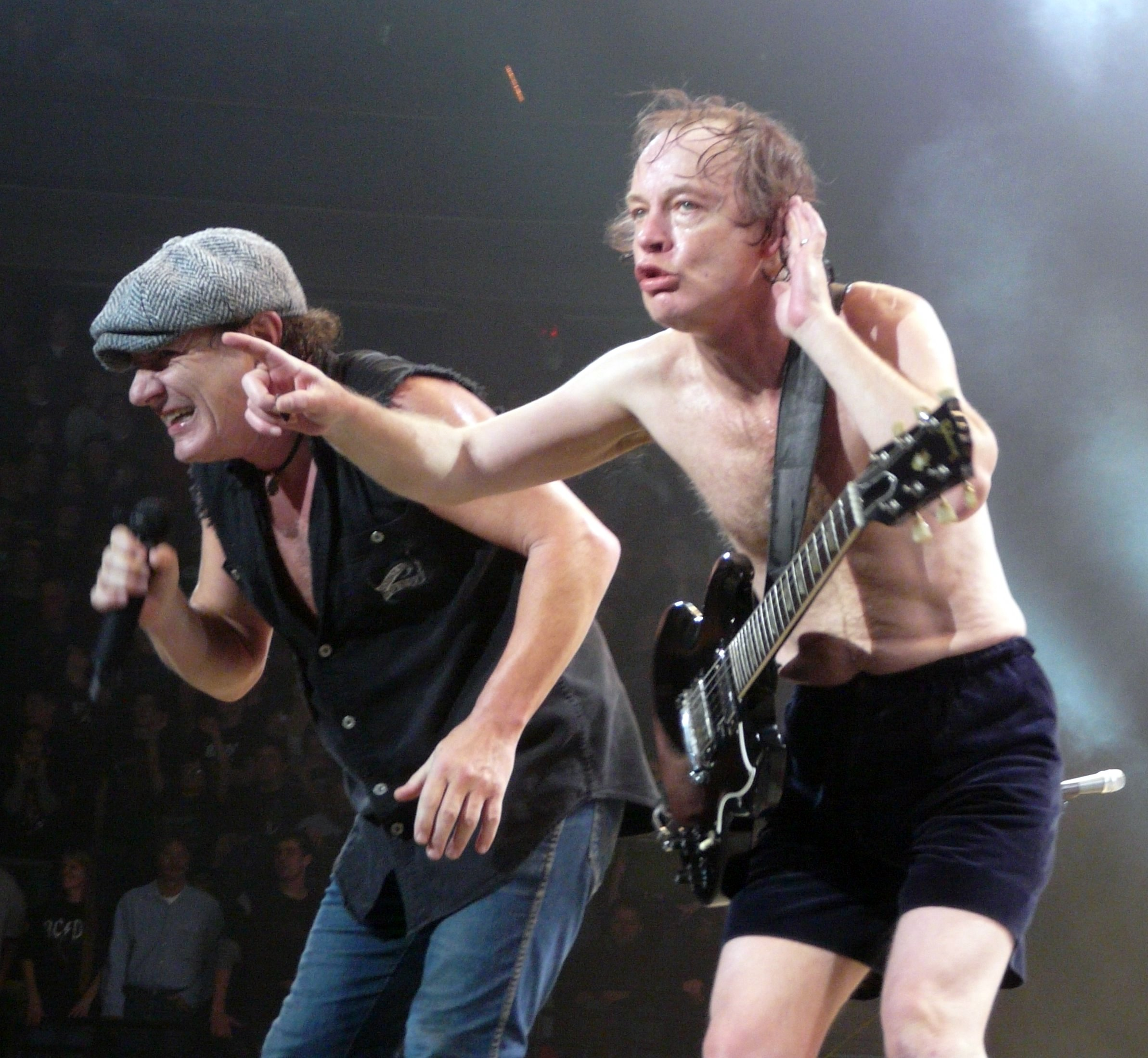
AC/DC
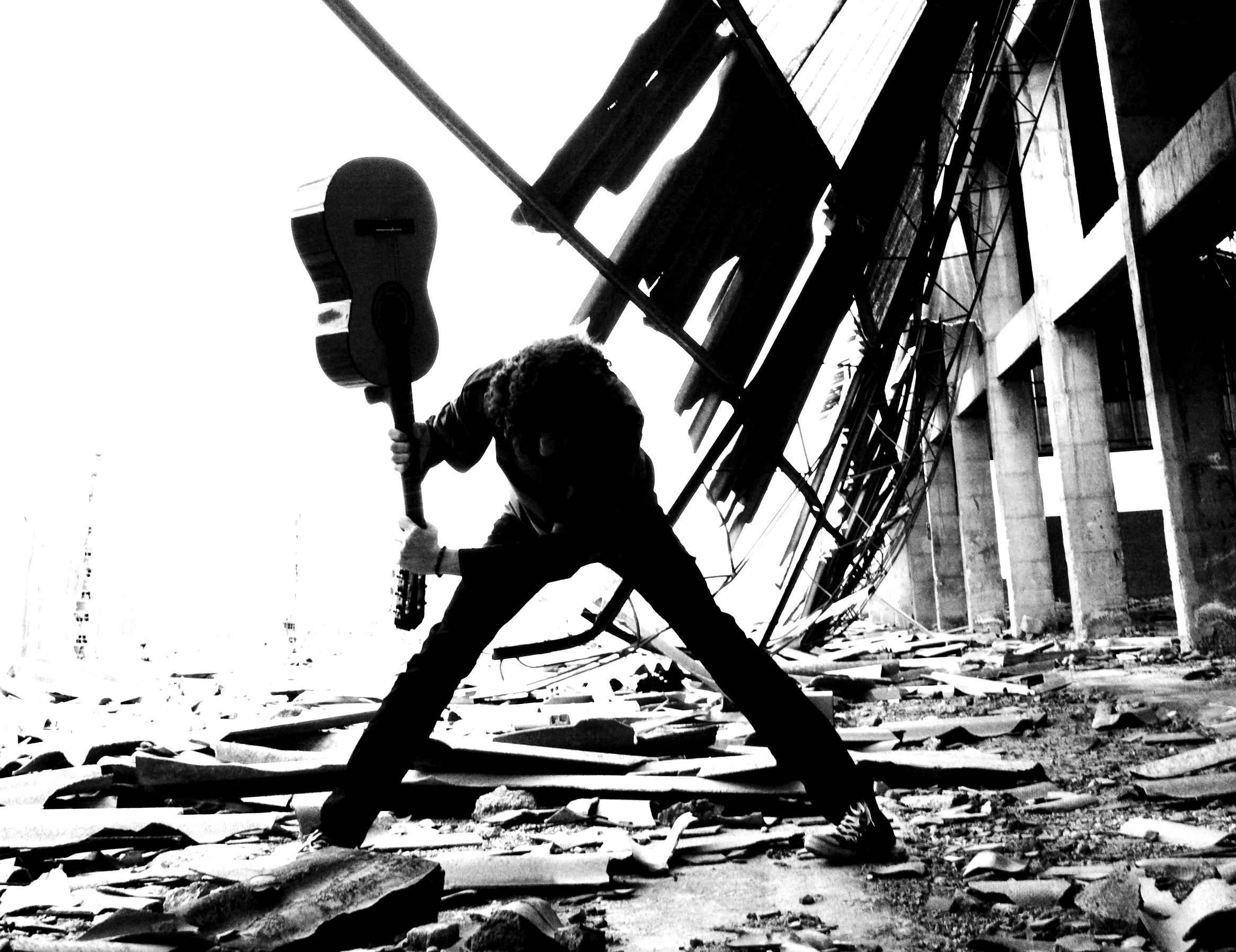
The Clash
- Элвис Костелло
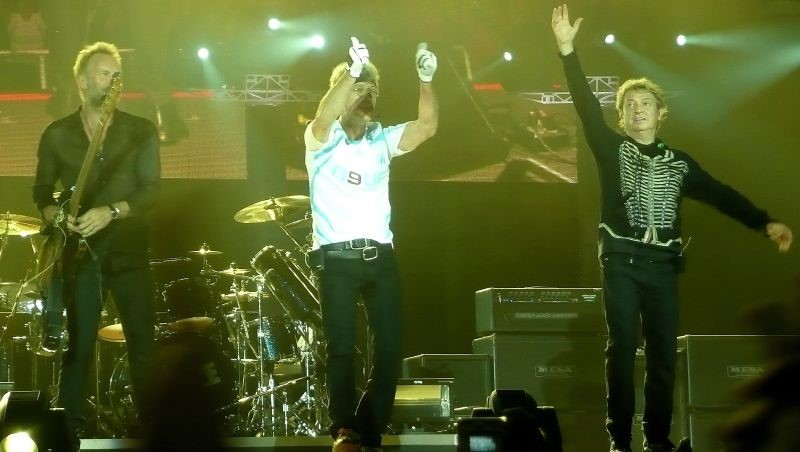
The Police
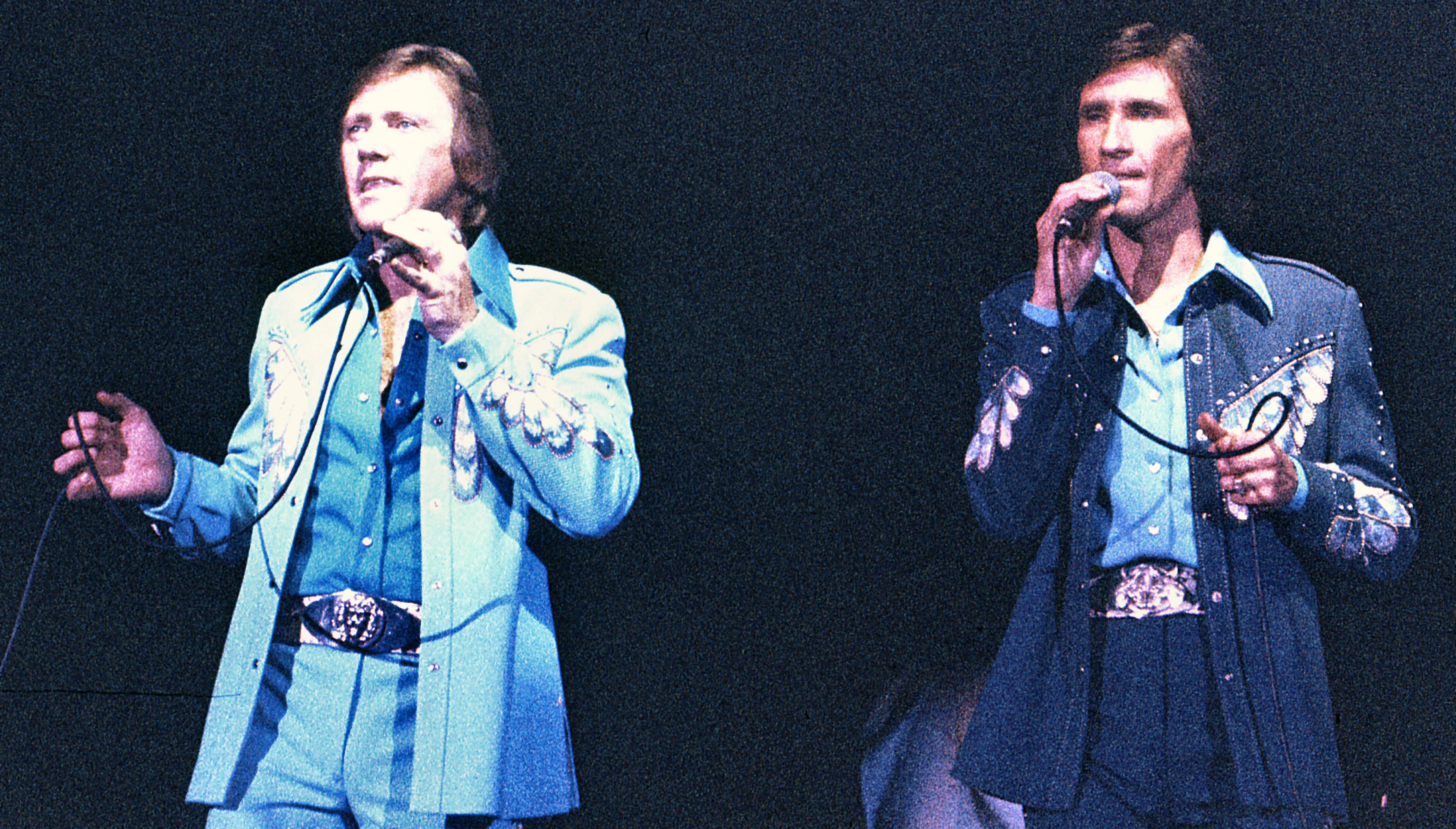
The Righteous Brothers

- AC/DC
- The Clash
- The Police
- The Righteous Brothers

### 2004
- Джексон Браун
- The Dells
- Джордж Харрисон (Посмертно)
- Принс
- Боб Сигер
- Traffic
- ZZ Top

### 2005
- Бадди Гай
- The O'Jays
- The Pretenders
- Перси Следж
- U2

### 2006

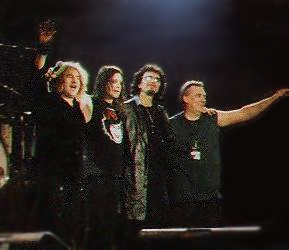
Black Sabbath
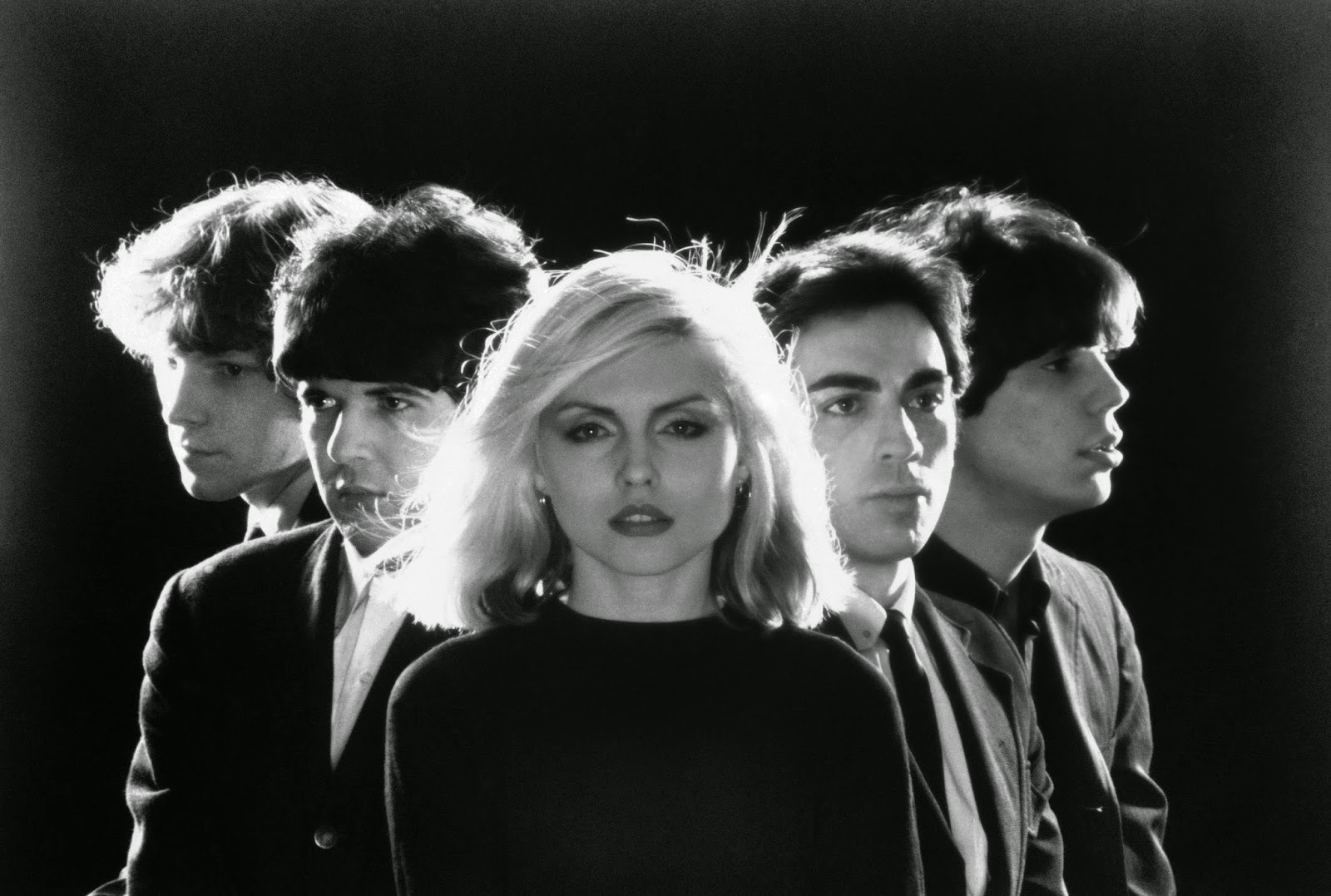
Blondie
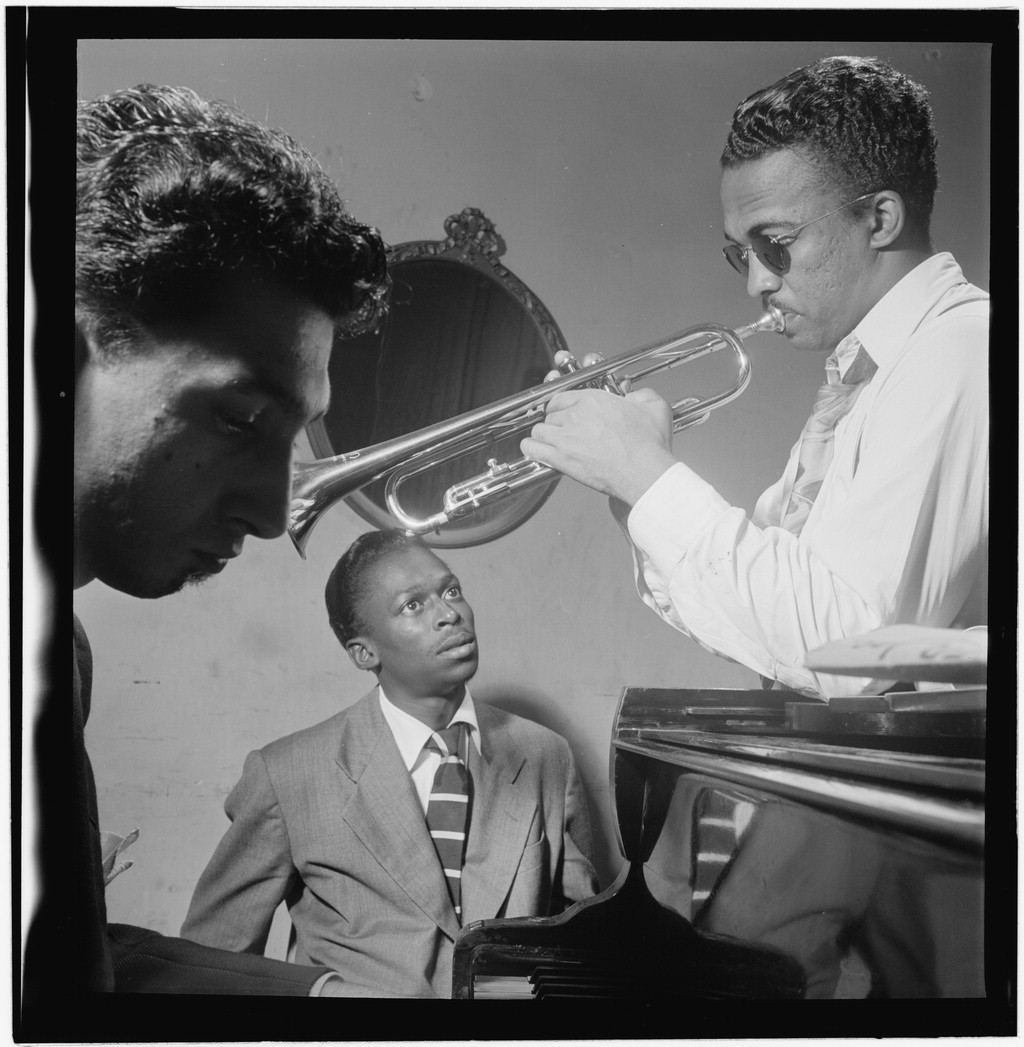
Майлз Дэвис
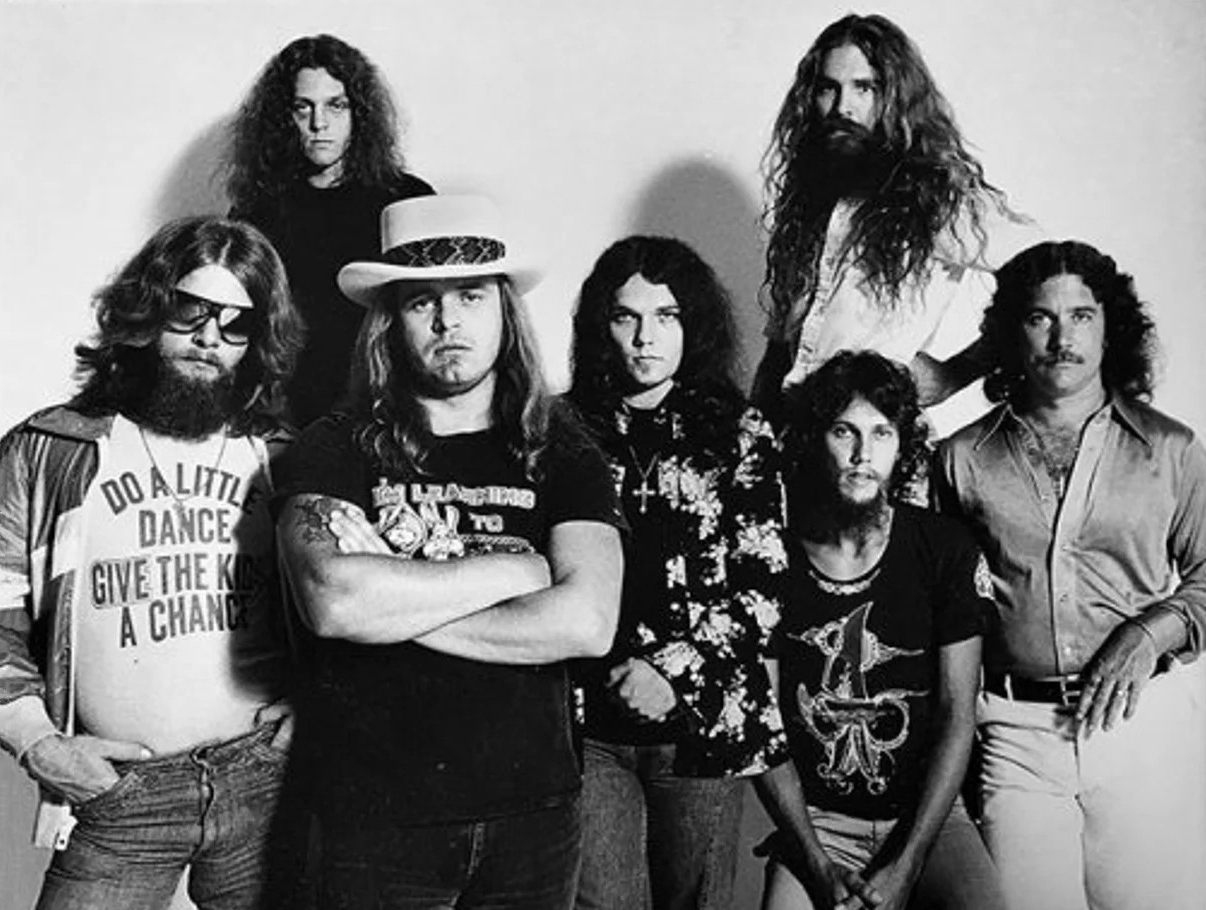
Lynyrd Skynyrd
- Sex Pistols

- Black Sabbath
- Blondie
- Майлз Дэвис
- Lynyrd Skynyrd

### 2007
- Grandmaster Flash & The Furious Five
- R.E.M.
- The Ronettes
- Патти Смит
- Van Halen

### 2008
- The Dave Clark Five
- Леонард Коэн
- Мадонна
- Джон Мелленкамп
- The Ventures

### 2009[7]
- Metallica
- Run-DMC
- Little Anthony & The Imperials
- Джефф Бек
- Бобби Уомак

- Metallica
- Джефф Бек
- Бобби Уомак

### 2010[7][8]
15 марта состоялась церемония в концертном зале «Уолдорф-Астория» в Нью-Йорке, на которой в Зал славы рок-н-ролла были включены:
- ABBA
- Genesis
- The Hollies
- The Stooges
- Джимми Клифф

Пятерых победителей выбрали из 12 финалистов, и среди тех, кому не удалось попасть в Зал — группы Red Hot Chili Peppers, Kiss и рэпер LL Cool J.

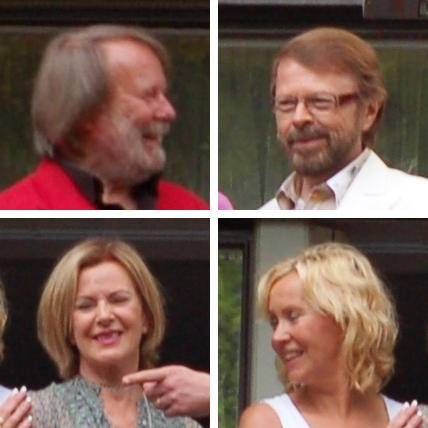
ABBA
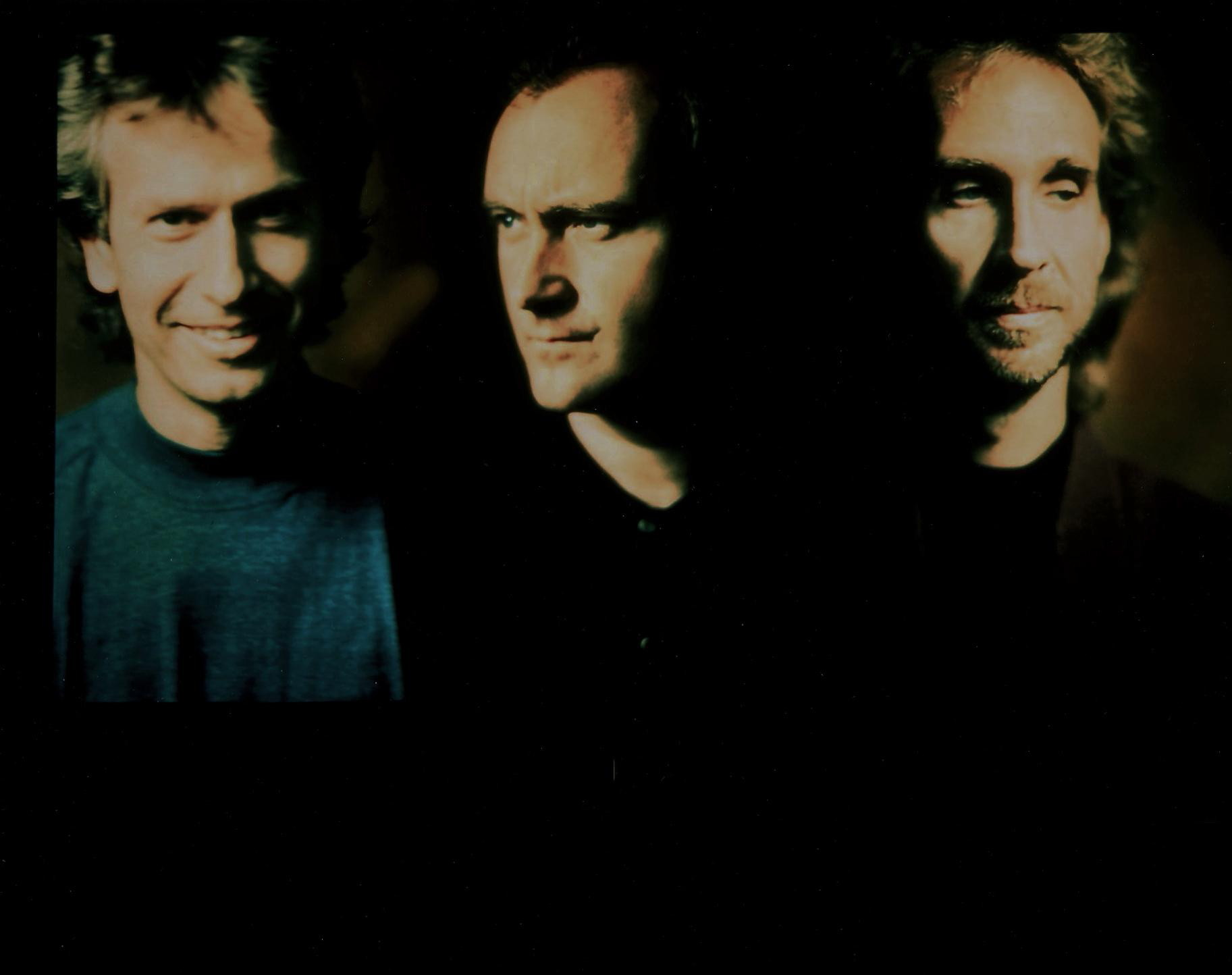
Genesis
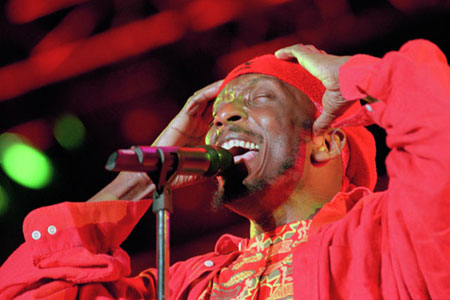
Джимми Клифф
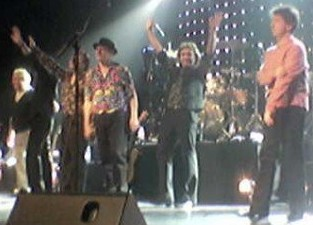
The Hollies
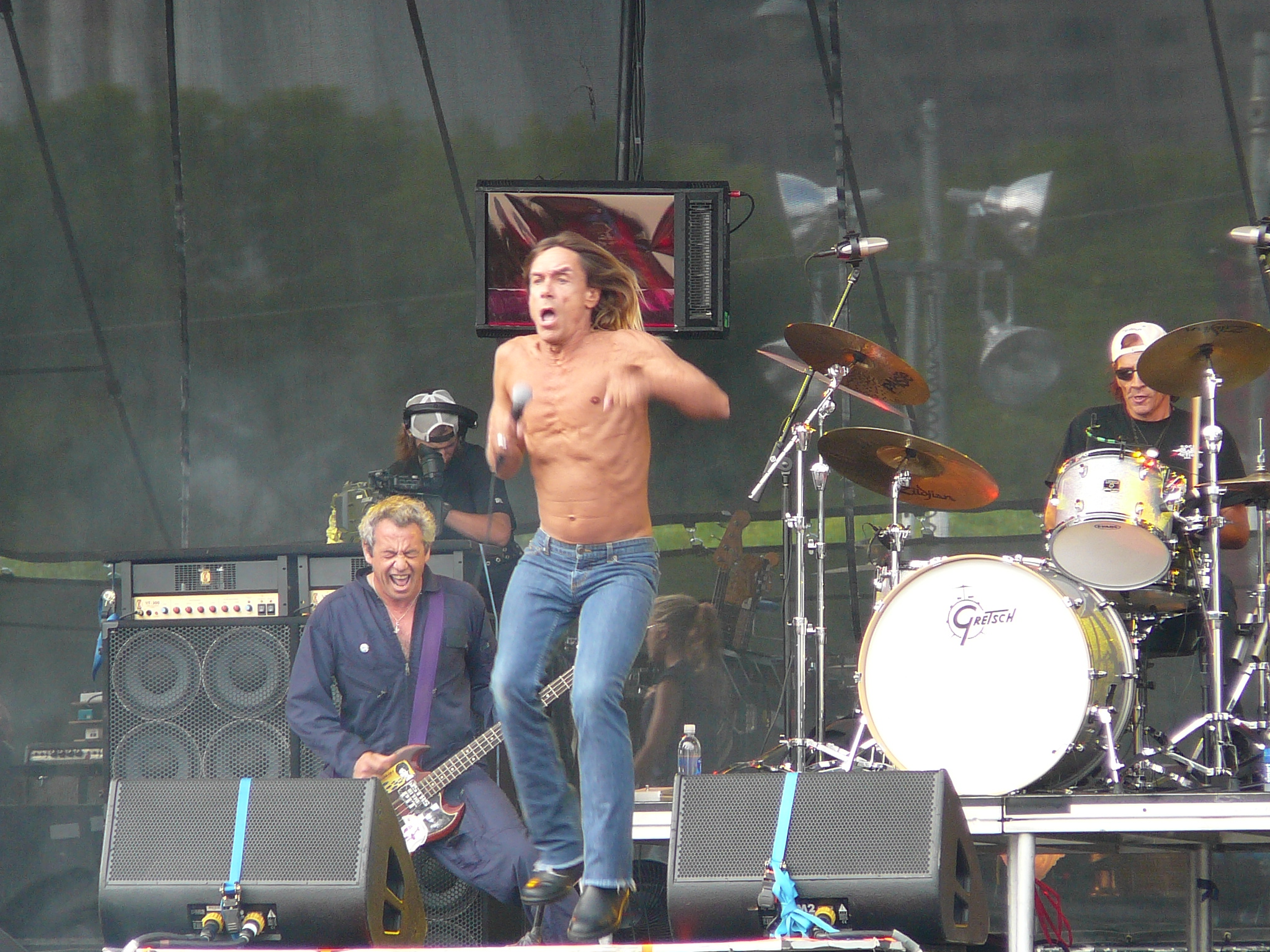
The Stooges

### 2011
26-я по счету церемония состоялась 14 марта 2011 года в Нью-Йорке. Победителями признаны:
- Элис Купер
- Том Уэйтс
- Нил Даймонд
- Дарлин Лав
- Доктор Джон

Среди номинантов также были названы Лора Ниро, Bon Jovi, Beastie Boys, Донован, Chic, LL Cool J, Донна Саммер, Джо Текс и Чак Уиллис.

### 2012
- Guns N' Roses
- Beastie Boys
- Red Hot Chili Peppers
- Донован
- The Small Faces
- Лора Ниро (посмертно)

Торжественная церемония награждения состоялась 14 апреля 2012 года в Кливленде. Дополнительно в зал славы включены группы, чьи вокалисты уже стали его членами:
- Blue Caps (Джин Винсент, 1998)
- The Comets (Билл Хейли, 1987)
- The Crickets (Бадди Холли, 1986)
- The Famous Flames (Джеймс Браун, 1986)
- The Midnighters (Хэнк Баллард, 1990)
- The Miracles (Смоки Робинсон, 1987)

### 2013[11]
4 октября 2012 года были объявлены номинанты на включение в 2013 году: группы Rush, Deep Purple, Public Enemy, N.W.A, Paul Butterfield Blues Band, Chic, Heart, Joan Jett and the Blackhearts, Kraftwerk, Marvelettes, Meters и Procol Harum. Среди исполнителей, номинированных на вхождение, Рэнди Ньюман, Донна Саммер (1948—2012), Альберт Кинг (1923—1992).
В итоге членами Зала Славы стали:
- Rush

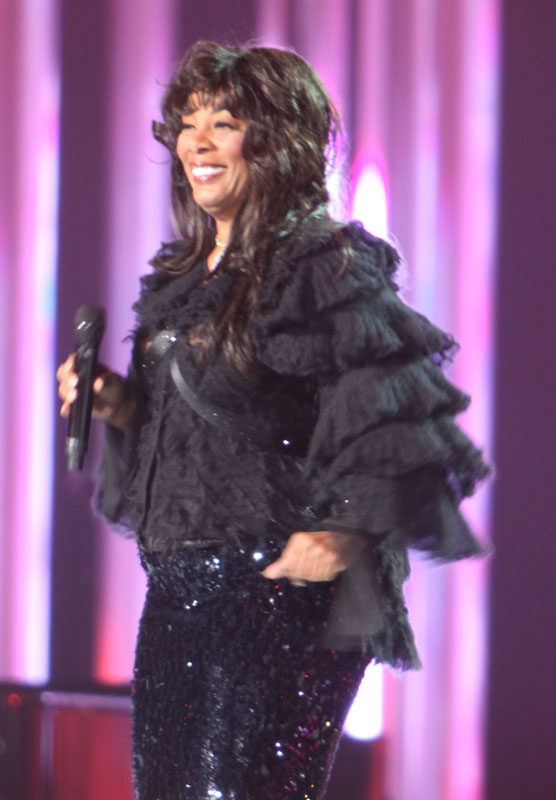
Донна Саммер
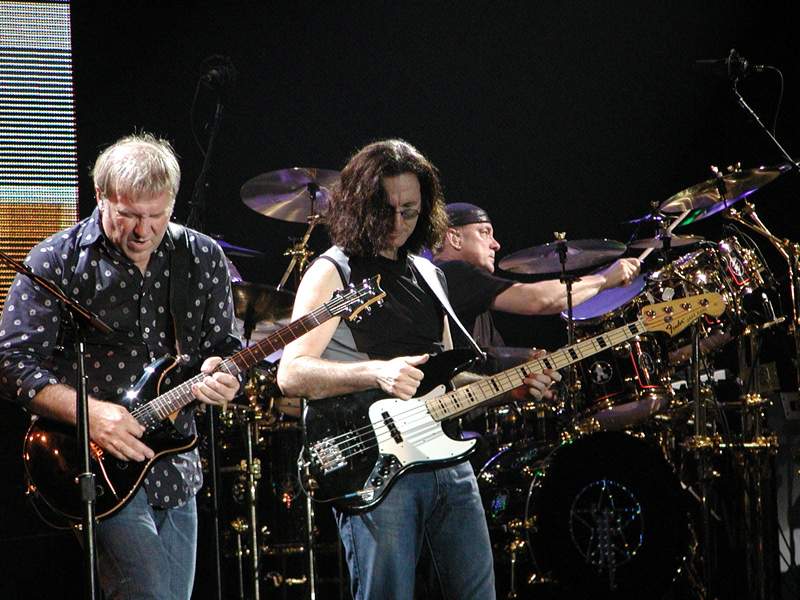
Rush
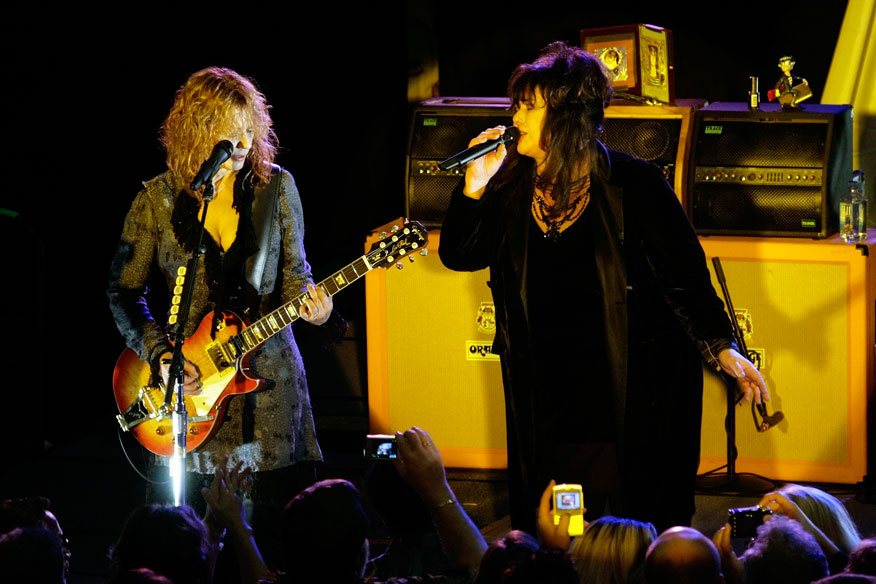
Heart
- Рэнди Ньюман
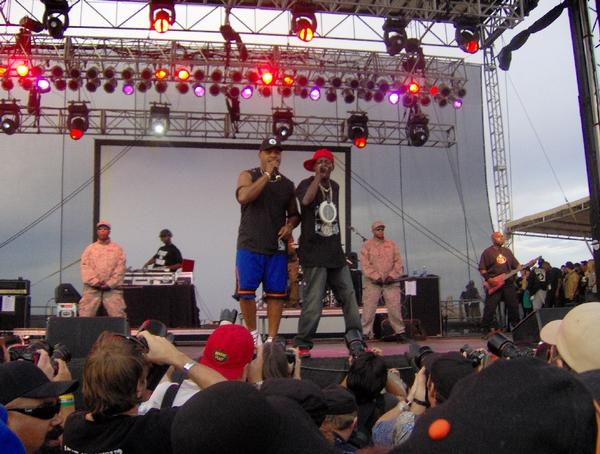
Public Enemy
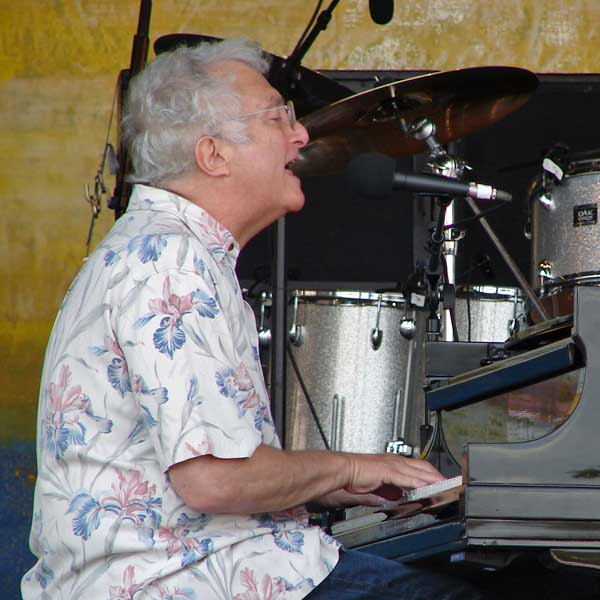
Рэнди Ньюман

- Куинси Джонс
- Лу Адлер
- Альберт Кинг

- Донна Саммер
- Rush
- Heart
- Public Enemy
- Рэнди Ньюман

### 2014[14]
10 апреля в Бруклинском Барклайс-центре в зал славы были включены:
- Кэт Стивенс
- Hall & Oates

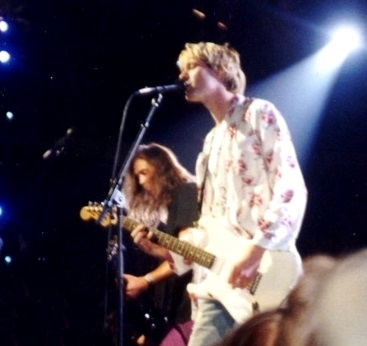
Nirvana
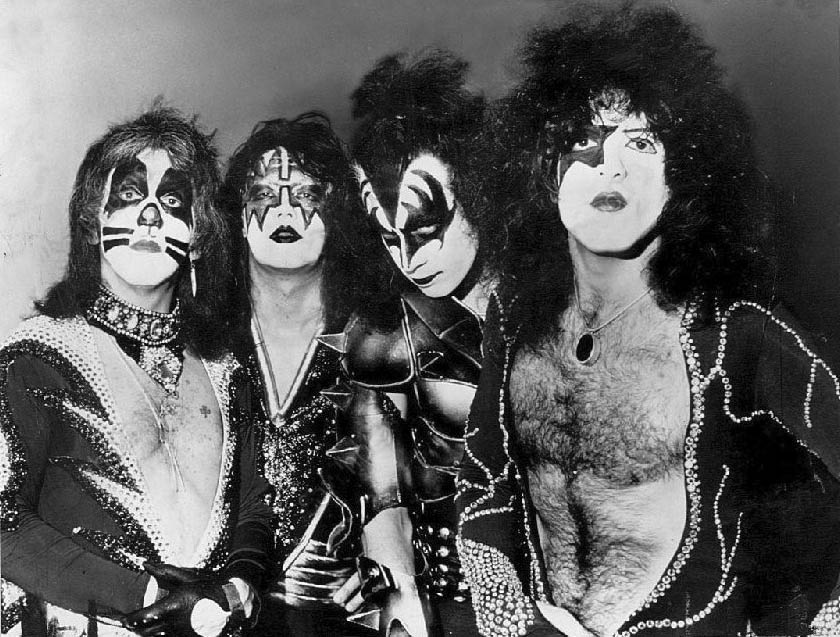
Kiss
- Линда Ронстадт
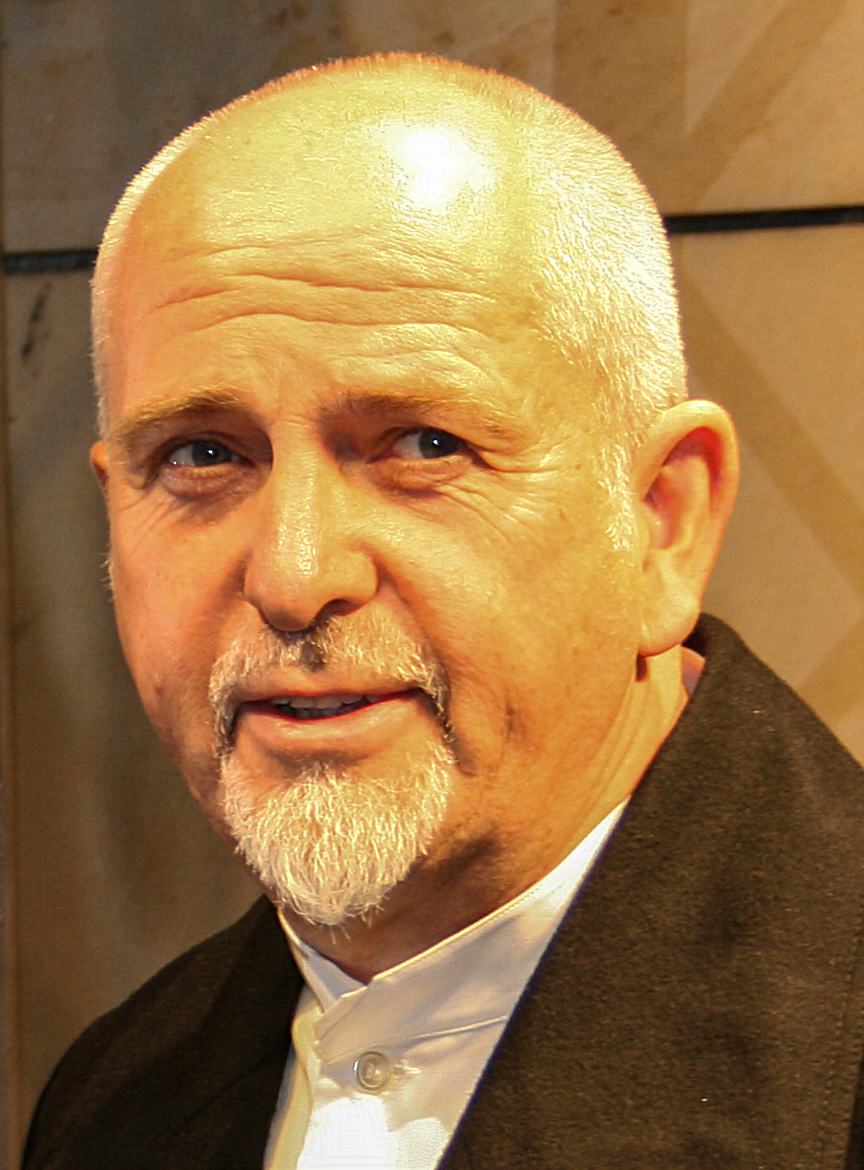
Питер Гэбриэл
- Эндрю Луг Олдэм
- Брайан Эпстайн
- The E Street Band[14]

- Nirvana
- Kiss
- Питер Гэбриэл

### 2015[15]
- Green Day
- Лу Рид
- Стиви Рэй Вон
- Билл Уизерс
- Ринго Старр
- Joan Jett & the Blackhearts
- Stevie Ray Vaughan and Double Trouble
- The «5» Royales
- The Paul Butterfield Blues Band

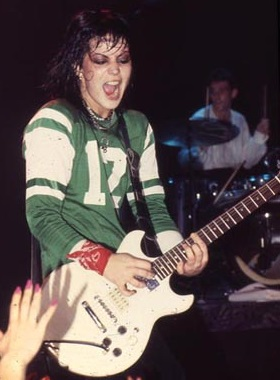
Joan Jett & The Blackhearts
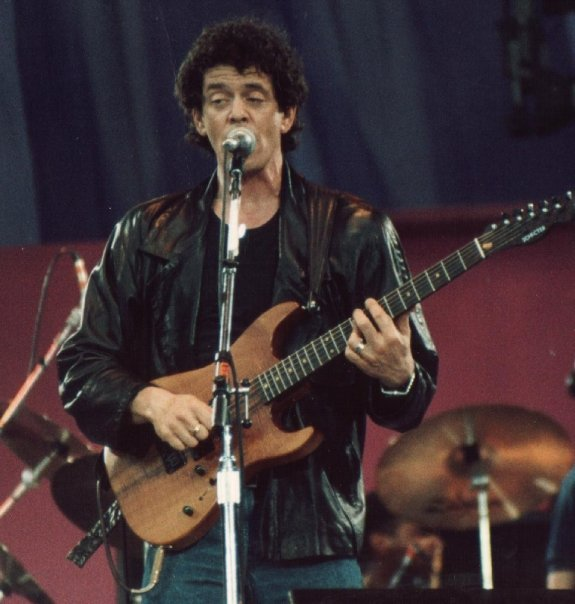
Лу Рид
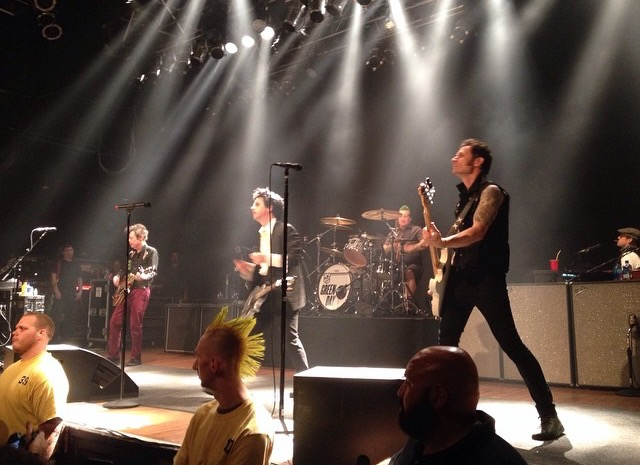
Green Day

### 2016[16][17]
- Стив Миллер
- Deep Purple (Ричи Блэкмор, Дэвид Ковердэйл, Род Эванс, Иэн Гиллан, Роджер Гловер, Гленн Хьюз, Джон Лорд и Иэн Пейс)
- Chicago (Питер Сетера и другие)
- Cheap Trick
- N.W.A (включая DJ Yella, Ice Cube, MC Ren, Eazy-E и Dr. Dre)

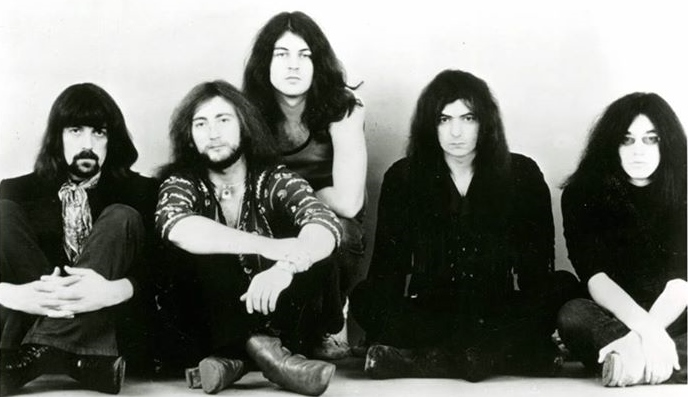
Deep Purple
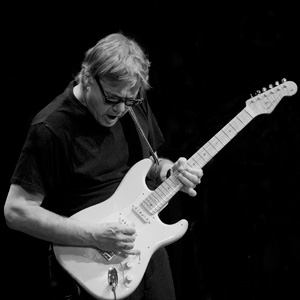
Steve Miller
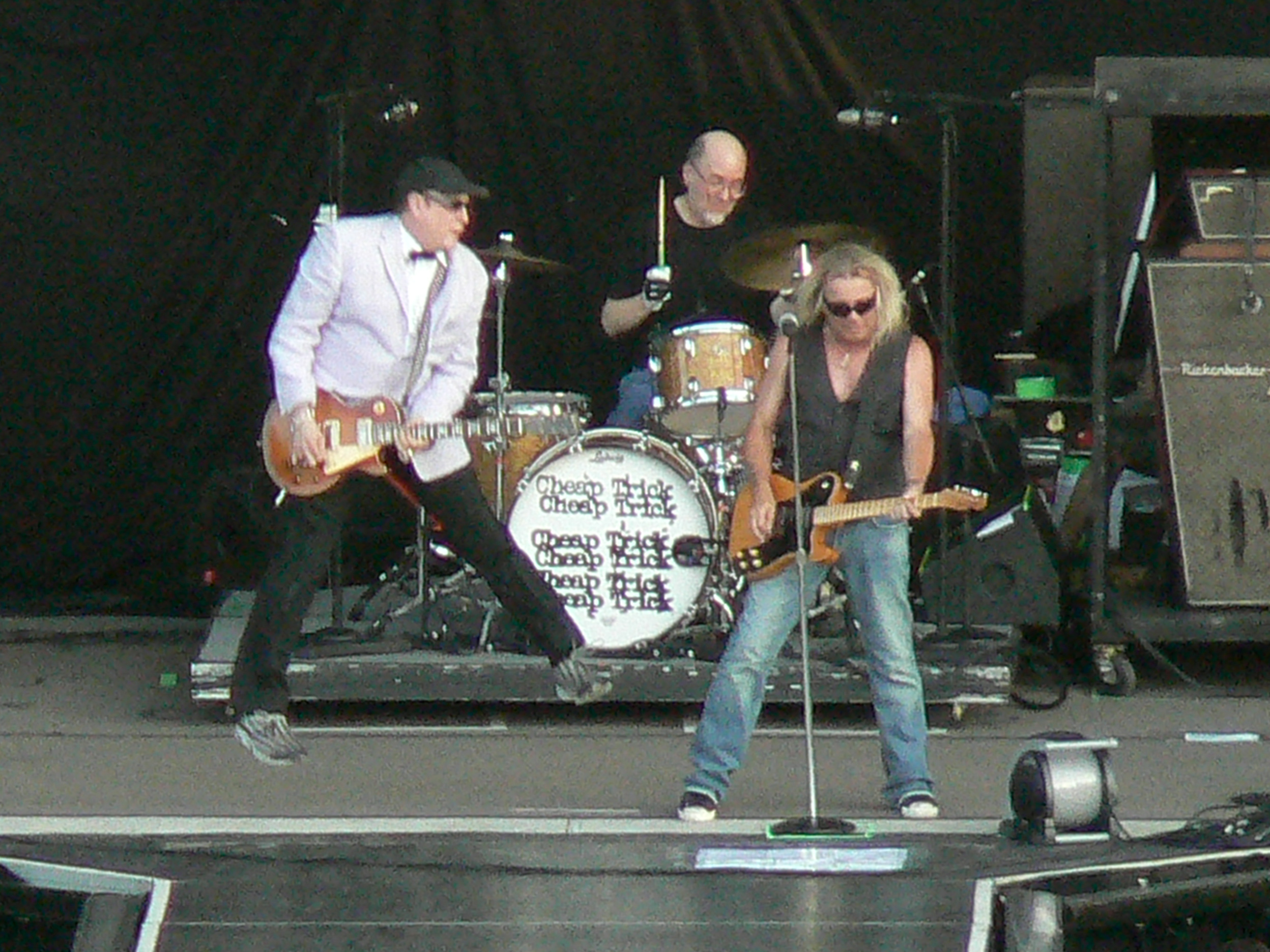
Cheap Trick

### 2017[18]
- Electric Light Orchestra
- Nile Rodgers
- Джоан Баэз
- Journey
- Pearl Jam
- Тупак Шакур (посмертно)
- Yes

Среди номинантов также были Bad Brains, Chaka Khan, Chic, Depeche Mode, The J. Geils Band, Jane's Addiction, Janet Jackson, Joe Tex, Kraftwerk, MC5, Steppenwolf, The Cars, The Zombies.

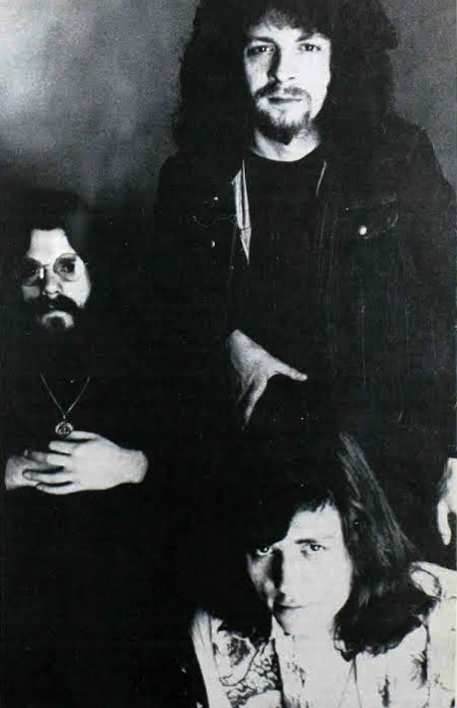
Electric Light Orchestra
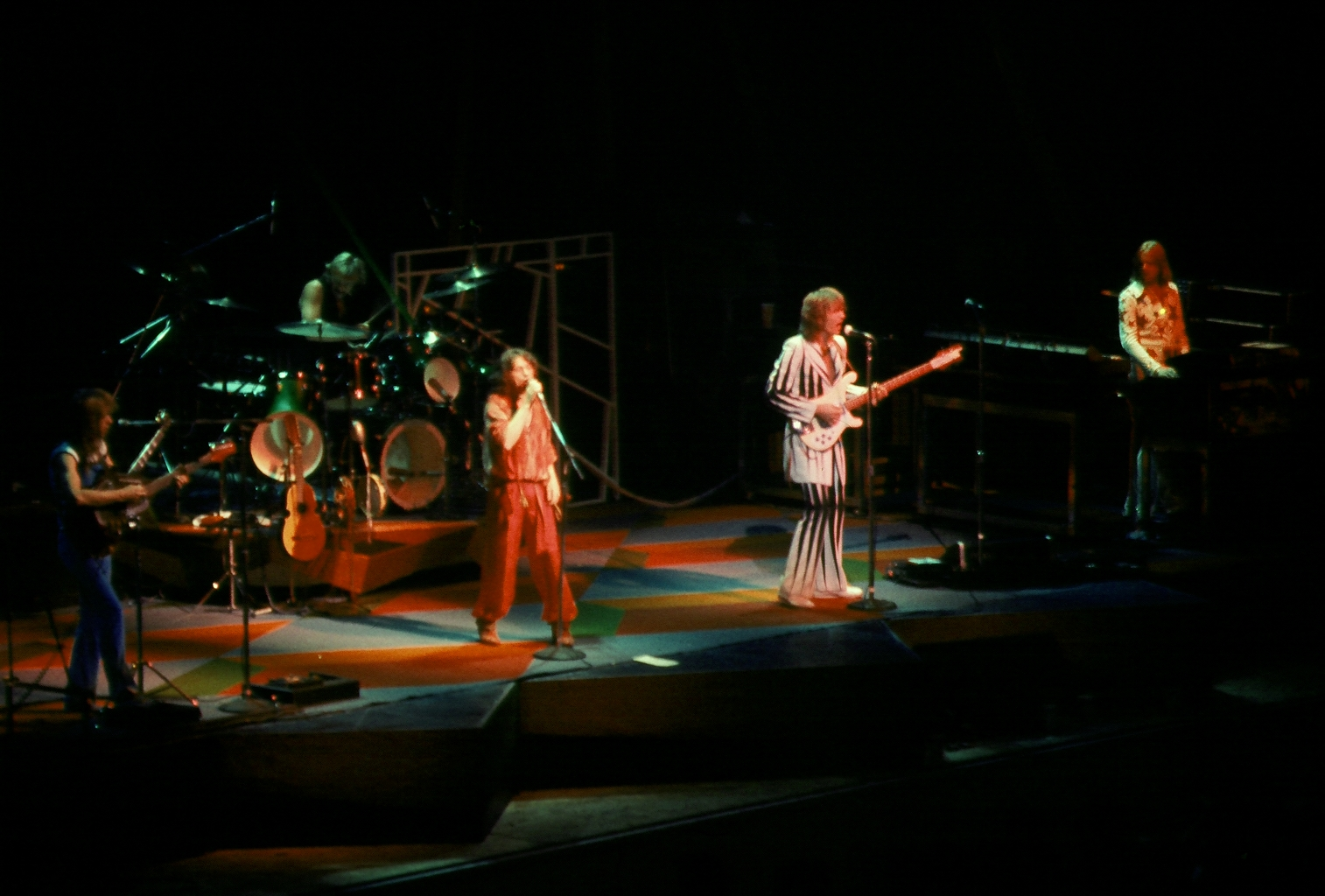
Yes в 1977 году
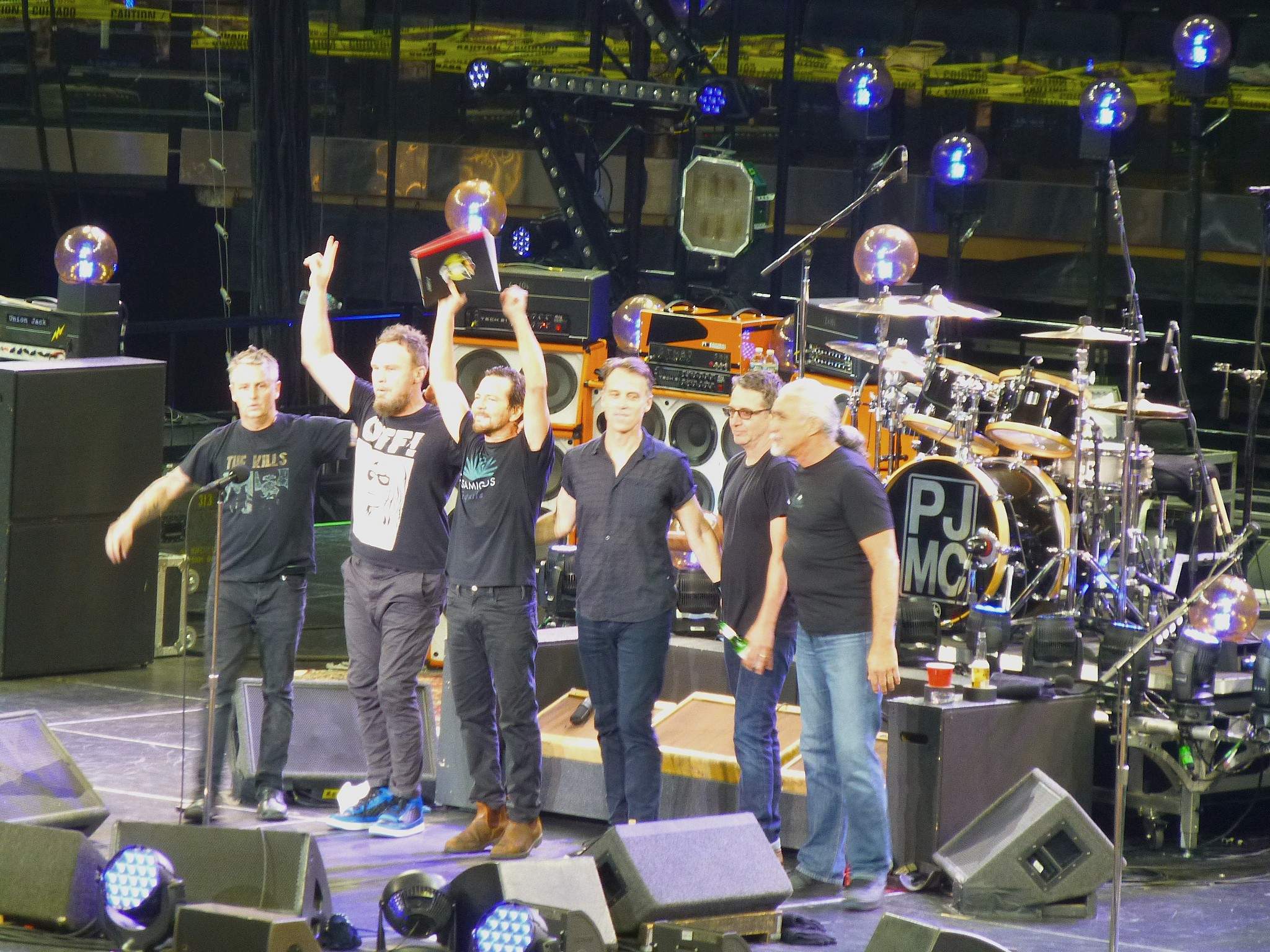
Pearl Jam в 2016 году
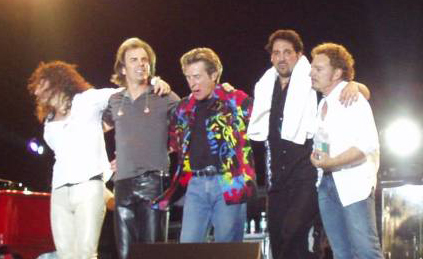
Journey в 2002 году
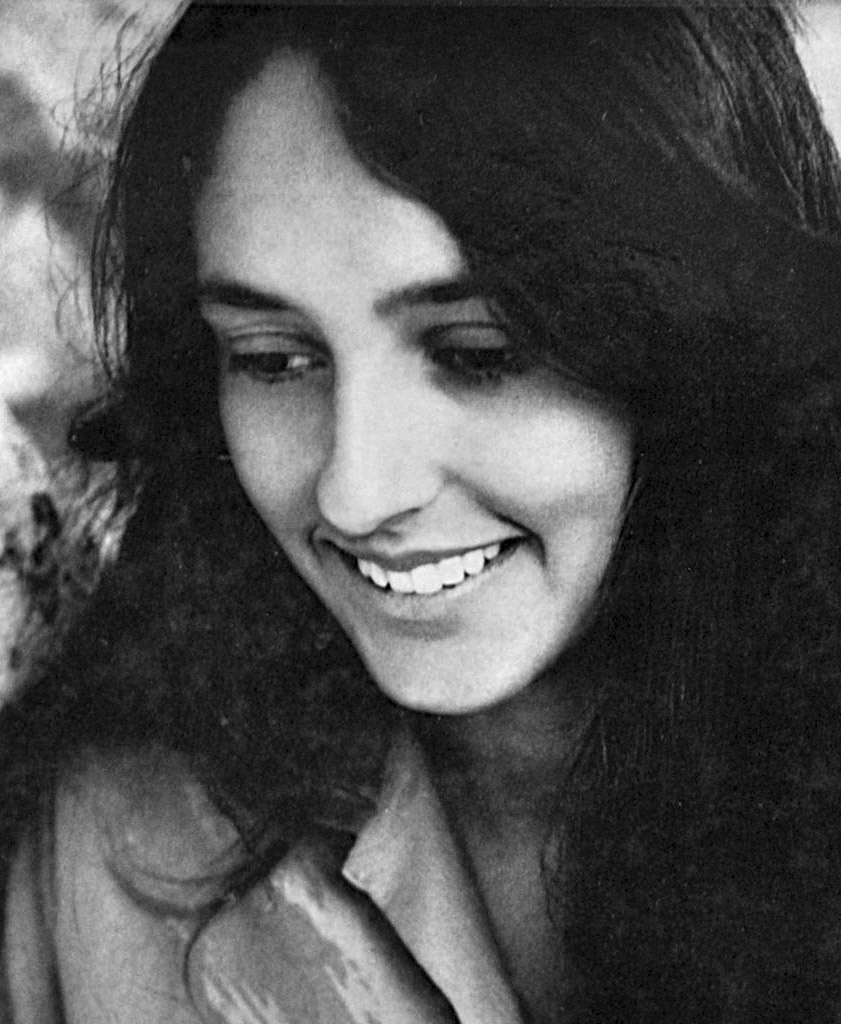
Джоан Баэз в 1963 году

### 2018
- Bon Jovi
- Dire Straits
- The Cars
- The Moody Blues
- Нина Симон (посмертно)
- Розетта Тарп (посмертно)

В списке номинантов были Radiohead, Depeche Mode, Rage Against the Machine и другие.

### 2019
- Def Leppard
- Radiohead
- Стиви Никс
- The Cure
- Roxy Music
- Джанет Джексон
- The Zombies

### 2020
- Depeche Mode
- The Doobie Brothers
- Уитни Хьюстон (посмертно)
- Nine Inch Nails
- The Notorious B.I.G. (посмертно)
- T. Rex

### 2021[20]
- Тина Тёрнер
- Jay-Z
- Foo Fighters
- The Go-Go’s
- Тодд Рандгрен
- Кэрол Кинг

### 2022
- Эминем
- Duran Duran
- Лайонел Ричи
- Eurythmics
- Карли Саймон
- Долли Партон
- Пэт Бенатар[21].
- Judas Priest[22]

В списке номинантов также были: Дайон Уорвик, Бек, Кейт Буш, Devo, Фела Кути, MC5, New York Dolls, A Tribe Called Quest, Rage Against the Machine.

### 2023
Источник:
- Кэйт Буш[26]
- Шерил Кроу[27]
- Мисси Эллиот
- Джордж Майкл (посмертно)
- Вилли Нельсон[28]
- Rage Against the Machine
- The Spinners

### 2024
Источники:
- Мэри Джей Блайдж
- Шер
- Dave Matthews Band
- Foreigner
- Питер Фрэмптон
- Kool & the Gang
- Оззи Осборн
- A Tribe Called Quest

### 2025
- Bad Company
- Чабби Чекер
- Джо Кокер (посмертно)
- Синди Лопер
- Outkast
- Soundgarden
- The White Stripes